# Capitulation du Japon
Vous lisez un « bon article » labellisé en 2014.
Pour un article plus général, voir Guerre du Pacifique.

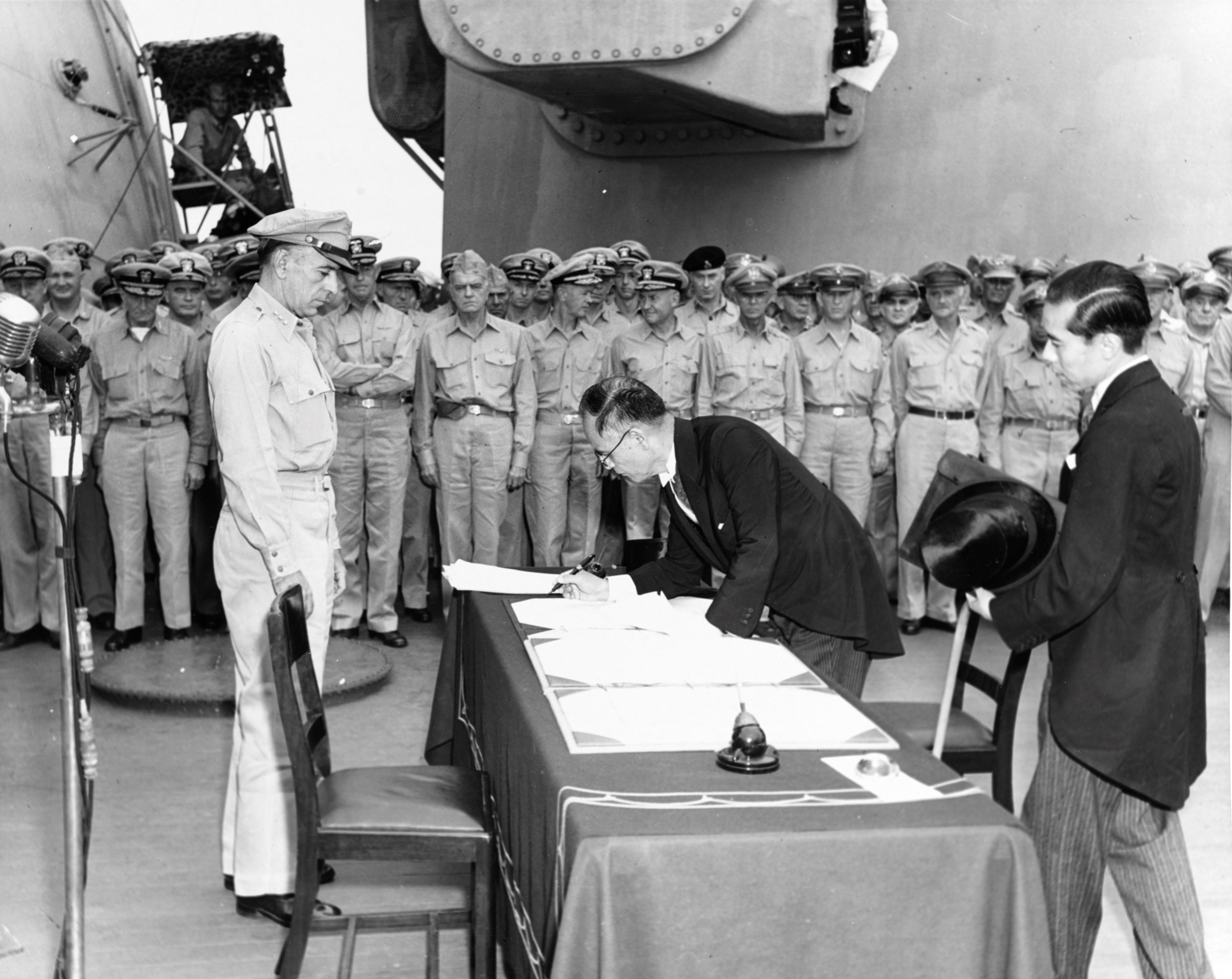
Mamoru Shigemitsu, le ministre des Affaires étrangères du Japon, signe les actes de capitulation du Japon à bord de l'USS Missouri (BB-63) sous le regard du général Richard K. Sutherland, le 2 septembre 1945.

La capitulation du Japon, intervenue officiellement le 2 septembre 1945 avec la signature des actes de capitulation du Japon à Tokyo, met officiellement un terme aux hostilités de la Seconde Guerre mondiale. D'abord favorable à la poursuite du conflit et des négociations avec l'URSS, le gouvernement japonais est forcé par la déclaration de guerre soviétique et les bombardements atomiques d'Hiroshima et Nagasaki d'accepter la reddition et les conditions décidées par les Alliés à la conférence de Potsdam.
Le 15 août 1945, une allocution radiophonique de l'empereur du Japon Hirohito annonça que le pays acceptait les termes de la conférence de Potsdam, mettant ainsi fin à la guerre du Pacifique, et donc à la Seconde Guerre mondiale. Les conséquences de la défaite pour le Japon sont notamment le changement de régime politique, le désarmement, la perte de ses conquêtes et l'occupation de son territoire ; toutefois, l'institution impériale est épargnée.

## Résumé chronologique
À la fin du mois de juillet 1945, la Marine impériale japonaise n'a plus les moyens de conduire des opérations d'envergure et une invasion alliée du Japon est imminente. Tout en affirmant publiquement son intention de lutter jusqu'au bout, le Conseil suprême pour la direction de la guerre, qui rassemble les six membres les plus importants du gouvernement japonais (les « Six Grands »), envisage d'entamer des démarches diplomatiques auprès de l'Union soviétique, restée neutre, afin qu'elle serve de médiateur pour obtenir un accord de paix qui ne soit pas trop favorable aux États-Unis, mais, pendant ce temps, les Soviétiques, décidés à rompre le pacte de neutralité qui les lie au Japon, se préparent à attaquer les forces japonaises en Mandchourie et en Corée conformément aux promesses qu'ils ont secrètement faites aux États-Unis et au Royaume-Uni lors des conférences de Téhéran et Yalta.
Le 6 août 1945, les États-Unis lâchent une bombe atomique sur la ville japonaise d'Hiroshima, tuant plus de 70 000 personnes lors de la déflagration. Tard dans la soirée du 8 août 1945, conformément aux accords de Yalta mais en violation du pacte nippo-soviétique, l'Union soviétique déclare la guerre au Japon et, peu après minuit le 9 août 1945, envahit l'État fantoche du Mandchoukouo. A 11H02 le même jour, les États-Unis larguent une seconde bombe atomique, cette fois sur la ville japonaise de Nagasaki. Cette succession d'événements traumatisants amène l'empereur Hirohito à intervenir et ordonner que le Conseil suprême pour la direction de la guerre accepte les conditions que les Alliés ont posées dans la conférence de Potsdam pour mettre fin à la guerre. Le 15 août, après plusieurs jours de négociations en coulisses et un coup d'État déjoué, l'empereur Hirohito enregistre une allocution et la fait radiodiffuser dans tout l'Empire. Dans ce discours, appelé le « Gyokuon-hōsō », il annonce la reddition du Japon aux Alliés.
Le 28 août commence l'occupation du Japon par le commandement suprême des forces alliées. La cérémonie de capitulation a lieu le 2 septembre à bord du cuirassé de la marine américaine USS Missouri (BB-63), cérémonie au cours de laquelle des représentants du gouvernement japonais signent les actes de capitulation du Japon, mettant ainsi fin aux hostilités. Cependant, quelques soldats isolés et unités dispersées à travers l'Asie et les îles du Pacifique refusent de se rendre.
Le rôle précis de la déclaration de guerre soviétique et des bombardements atomiques dans la capitulation du Japon, ainsi que l'éthique des deux attaques nucléaires, constituent encore un sujet de débat parmi les historiens. La guerre entre le Japon et les Alliés se termine officiellement lorsque le traité de San Francisco entre en vigueur le 28 avril 1952. Quatre années plus tard, le Japon et l'Union soviétique signent une déclaration commune qui met officiellement un terme à la guerre nippo-soviétique.

## Défaite imminente

### Déroute militaire

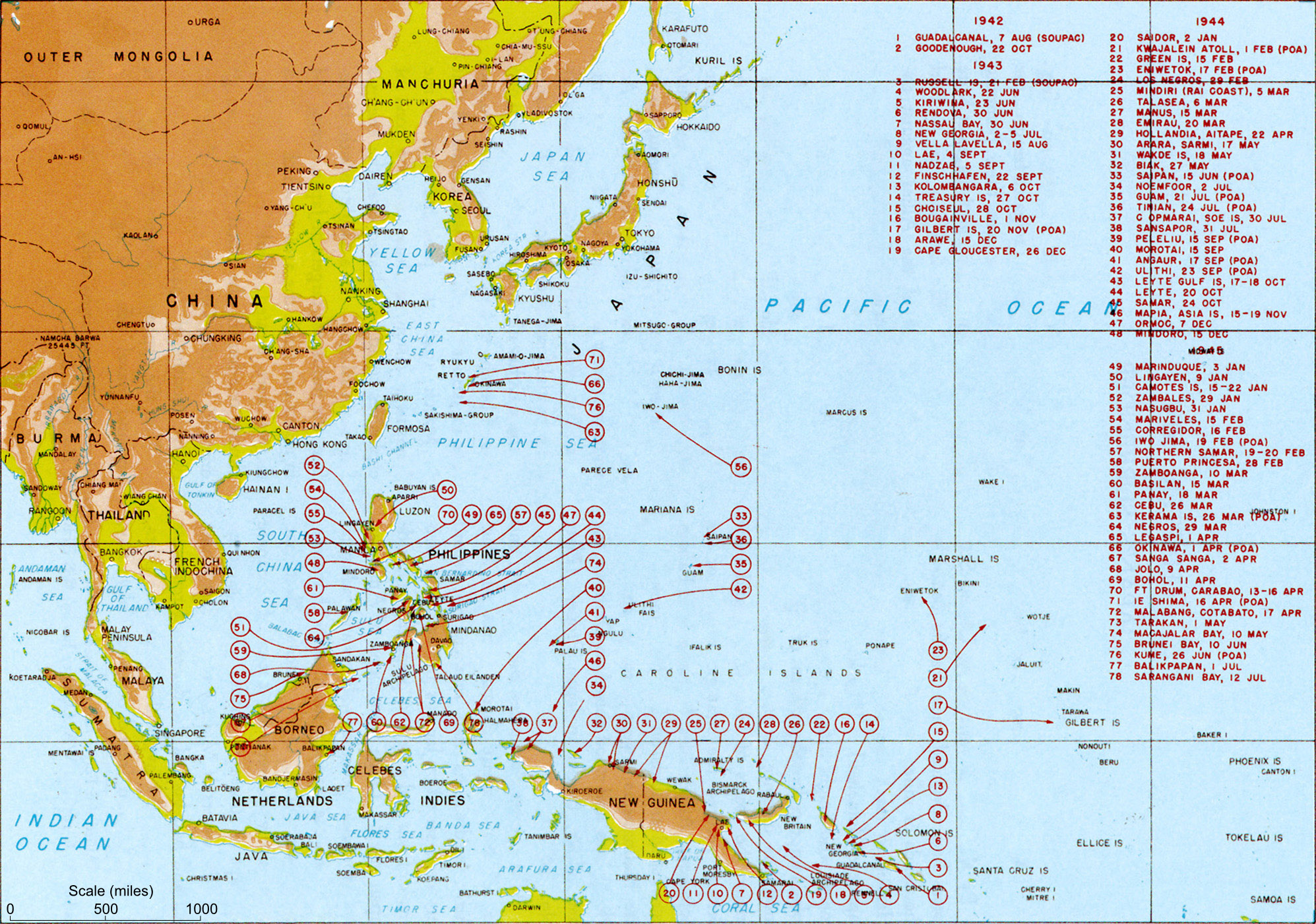
Débarquements alliés sur le théâtre des opérations du Pacifique, juillet 1942 à juillet 1945.

En 1945, les Japonais ont subi une série ininterrompue de défaites depuis près de deux ans dans le Pacifique du Sud-Ouest avec la campagne des îles Mariannes et la campagne des Philippines. En juillet 1944, à la suite de la perte de Saipan, le Premier ministre Hideki Tōjō est remplacé par le général Kuniaki Koiso qui déclare que les Philippines seront le site de la bataille décisive. Après la perte des Philippines, Koiso à son tour est remplacé par l'amiral Kantarō Suzuki.
Les Alliés s'emparent des îles voisines d'Iwo Jima et Okinawa dans la première moitié de 1945. Okinawa doit être la zone où se déroulera l'opération Downfall, l'invasion américaine de l'Archipel japonais.
Après la défaite de l'Allemagne, l'Union soviétique commence à redéployer ses forces européennes aguerries vers l'Extrême-Orient, en renfort des quarante divisions qui y sont stationnées depuis 1941, comme contrepoids à la campagne des Philippines forte de millions d'hommes.
La campagne sous-marine alliée et le minage des eaux côtières japonaises ont dans une grande mesure détruit la flotte marchande japonaise. Avec peu de ressources naturelles, le Japon est dépendant des matières premières, notamment le pétrole, importé de Mandchourie et d'autres parties du continent asiatique et du territoire conquis dans les Indes orientales néerlandaises. La destruction de la flotte marchande japonaise et les bombardements stratégiques de l'industrie japonaise ont détruit l'économie de guerre du Japon. La production de charbon, de fer, d'acier, de caoutchouc et d'autres ressources essentielles est bien plus réduite qu'avant la guerre,.

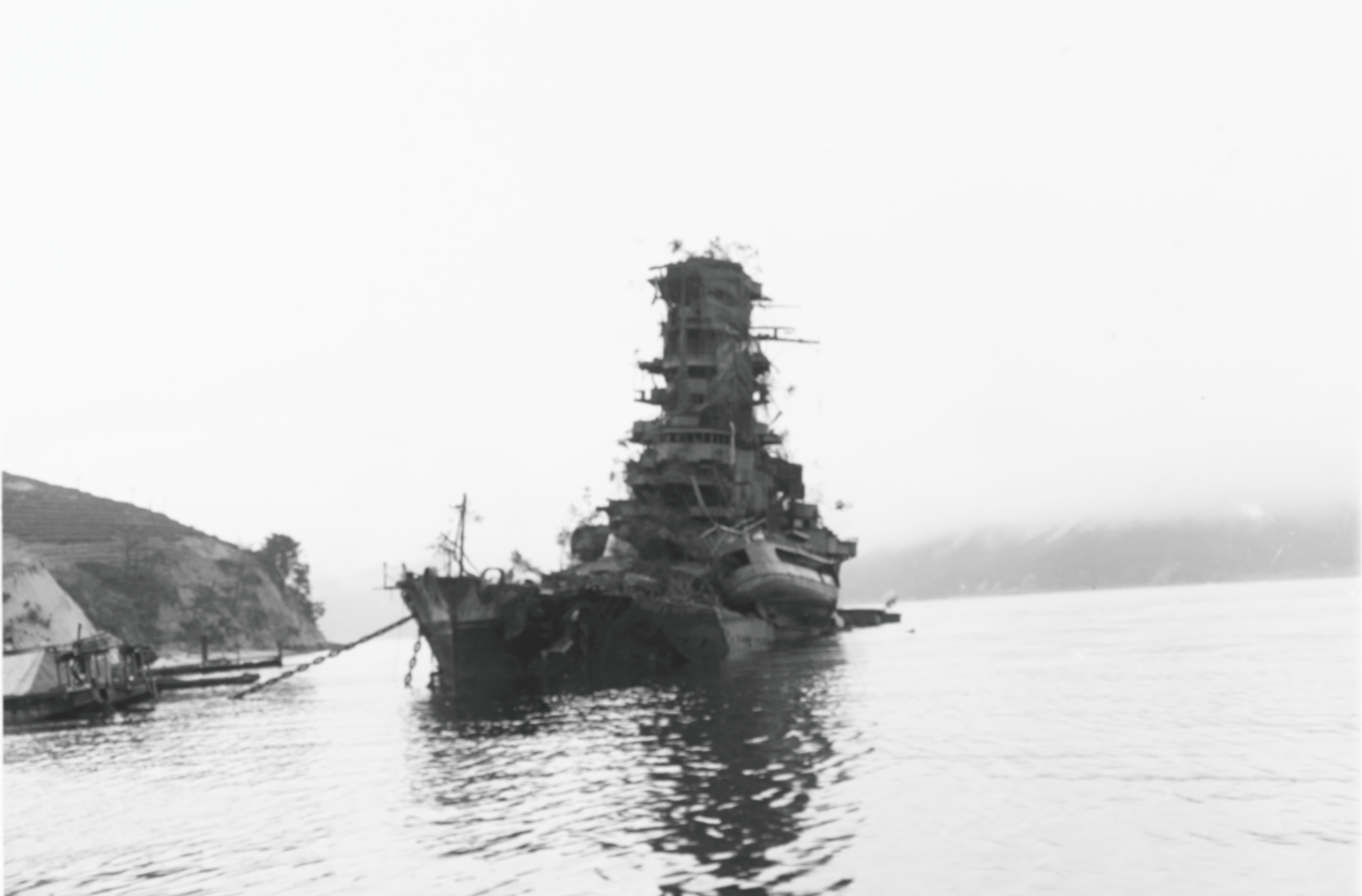
Le croiseur de bataille reconstruit Haruna, coulé au mouillage dans la base navale de Kure le 24 juillet durant une série de bombardements.

En conséquence des pertes qu'elle a subies, la Marine impériale japonaise a cessé d'être une force de combat efficace. À la suite d'une série de raids sur le chantier naval japonais de Kure, les seuls grands navires de guerre en ordre de bataille sont six porte-avions, quatre croiseurs et un cuirassé, dont aucun ne peut être alimenté de manière adéquate. Bien que 19 destroyers et 38 sous-marins soient toujours opérationnels, leur utilisation est limitée par le manque de carburant,.

### Préparatifs de défense
Face à la perspective d'une invasion des quatre îles principales, à commencer par Kyūshū, et la perspective d'une invasion soviétique de la Mandchourie — dernière source de ressources naturelles pour le Japon — le Journal de guerre du quartier général impérial conclut :

« Nous ne pouvons plus mener la guerre avec quelque espoir de succès. La seule option qui reste est que les cent millions d'habitants du Japon sacrifient leur vie en chargeant l'ennemi afin de lui faire perdre la volonté de combattre. »

Comme dernière tentative pour arrêter la progression des Alliés, le haut commandement impérial japonais prévoit une défense tous azimuts de Kyūshū avec pour nom de code opération Ketsugō, ce qui tranche radicalement avec la stratégie de défense en profondeur employée lors des invasions de Peleliu, Iwo Jima et Okinawa. Cette fois, les efforts doivent être concentrés sur les têtes de pont alliées ; plus de 3 000 kamikazes seront envoyés pour attaquer les transports amphibies avant que les troupes et le matériel soient débarqués sur la plage.
Si cela ne repousse pas les Alliés, le haut commandement prévoit d'envoyer sur la plage 3 500 autres kamikazes avec 5 000 shin'yō (vedette suicide) ainsi que les destroyers et sous-marins restant – « ce qui reste de la flotte opérationnelle de la Marine ». Si les Alliés traversent ce barrage et réussissent à débarquer, il ne resterait alors que 3 000 avions pour défendre les autres îles, mais l'état-major décide de défendre Kyūshū « jusqu'au bout », quoi qu'il arrive. La stratégie consistant à ne plus reculer au-delà de Kyūshū est basée sur l'hypothèse de continuité de la neutralité soviétique.
Un ensemble de grottes sont creusées près de Nagano sur Honshū, la plus grande des îles japonaises. En cas d'invasion, ces grottes, qui forment le quartier-général impérial souterrain de Matsushiro, doivent être utilisées par l'armée pour diriger la guerre et abriter l'empereur et sa famille.

## Conseil suprême pour la direction de la guerre

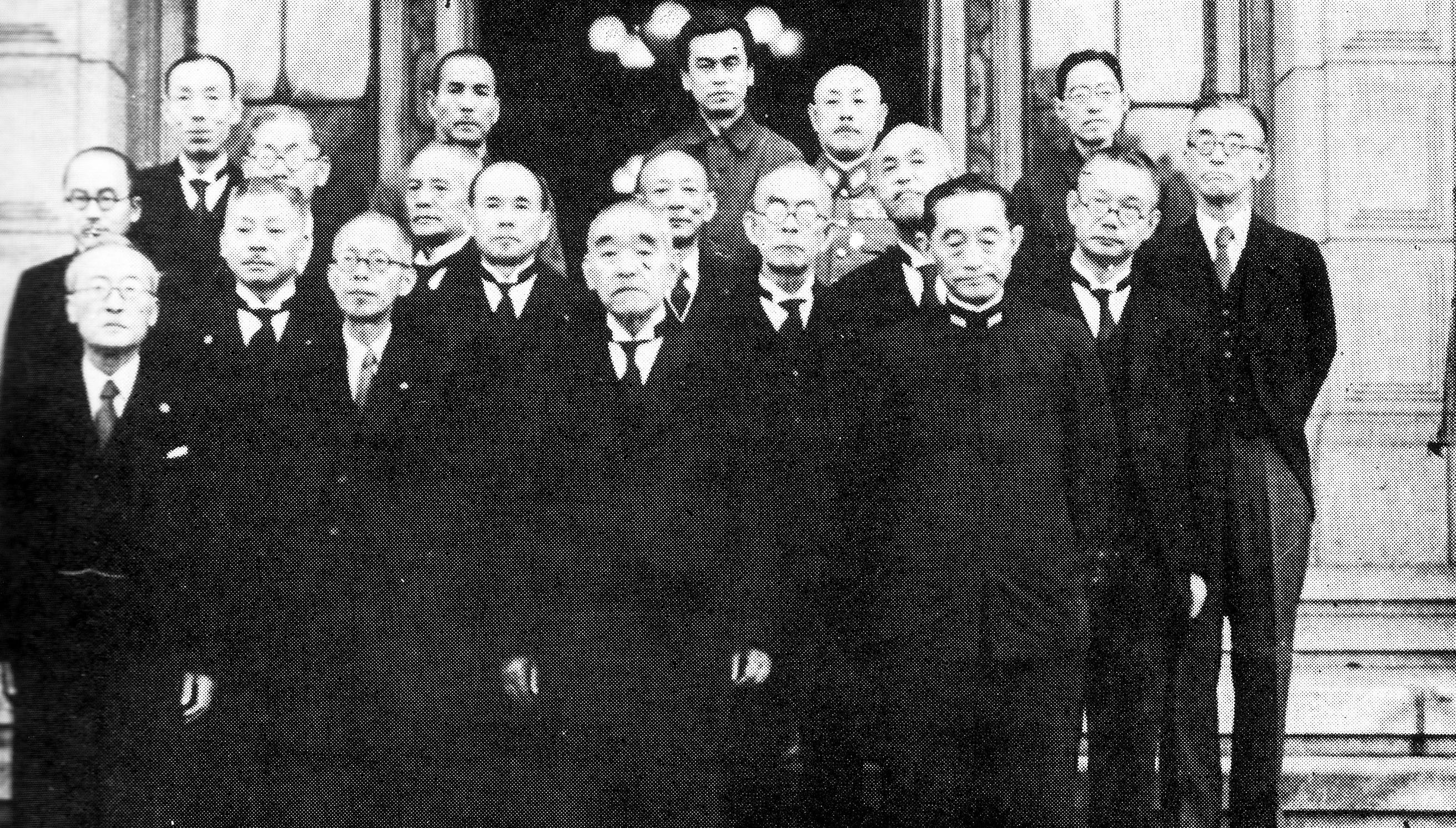
Le cabinet Suzuki en juin 1945.

Le pouvoir politique japonais est concentré au Conseil suprême pour la direction de la guerre (créé en 1944 par le précédent Premier ministre Kuniaki Koiso), composé de ceux qu'on appelle les « Six Grands » : le Premier ministre, le ministre des Affaires étrangères, le ministre de la Guerre, le ministre de la Marine, le chef d'état-major de l'armée impériale japonaise et le chef d'état-major de la Marine. À la formation du gouvernement Suzuki en avril 1945, la composition du Conseil est :
- Premier ministre : amiral Kantarō Suzuki
- Ministre des Affaires étrangères : Shigenori Tōgō
- Ministre de l'Armée : général Korechika Anami
- Ministre de la Marine : amiral Mitsumasa Yonai
- Chef de l'état-major général de l'armée : général Yoshijirō Umezu
- Chef de l'état-major général de la Marine : amiral Koshirō Oikawa (plus tard remplacé par l'amiral Soemu Toyoda)

Tous ces postes sont nominalement désignés par l'empereur et leurs détenteurs sont responsables directement devant lui. Néanmoins, à partir de 1936, l'armée et la marine japonaises obtiennent de fait le droit de désigner (ou de refuser de désigner) leurs ministres respectifs. Elles peuvent ainsi empêcher la formation de gouvernements indésirables ou, par démission, entraîner l'effondrement d'un gouvernement en place,.
L'empereur Hirohito et Kōichi Kido, gardien du sceau privé du Japon, sont également présents à certaines réunions, suivant la volonté de l'Empereur. Comme le rapporte Iris Chang : « les Japonais ont délibérément détruit, caché ou falsifié la plupart de leurs documents secrets de guerre »,.

## Divisions au sein du commandement japonais
Pour l'essentiel, le cabinet de Suzuki, dominé par les militaires, est en faveur de la poursuite de la guerre. Pour les Japonais, la reddition est impensable – le Japon n'a jamais été envahi et n'a jamais perdu une guerre.
Seul Mitsumasa Yonai, le ministre de la Marine, se prononce pour une fin de guerre rapide. Selon l'historien Richard B. Frank :

« Bien que Suzuki ait pu en effet avoir eu la paix comme objectif lointain, il n'avait pas de plan pour y parvenir à court terme ou à des conditions acceptables pour les Alliés. Ses propres commentaires à la conférence des hommes d’État de haut rang n'indiquent pas qu'il était favorable à une fin anticipée de la guerre. Les personnalités choisies par Suzuki pour les postes les plus importants du cabinet n'étaient, à une exception près, pas partisanes de la paix non plus. »

Après la guerre, Suzuki, d'autres membres du gouvernement et leurs défenseurs ont affirmé qu'ils travaillaient secrètement pour la paix mais ne pouvaient pas défendre publiquement leur position. Ils invoquent le concept japonais de haragei – « l'art de la technique cachée et invisible » – pour justifier la dissonance entre leurs actions publiques et leur supposée action en coulisse. Cependant, de nombreux historiens rejettent cette défense. Robert J. C. Butow écrit :

« En raison de son ambiguïté même, l'invocation du haragei laisse supposer que, sur les questions politiques et diplomatiques, le recours conscient à cet « art de bluffer » aurait pu constituer une tromperie délibérée afin de ménager la chèvre et le chou. Bien que cette idée ne concorde pas avec le caractère tant vanté de l'amiral Suzuki, le fait demeure que depuis le moment où il est devenu premier ministre jusqu'au jour où il a démissionné, personne ne pouvait jamais être tout à fait sûr de ce que Suzuki avait derrière la tête. »

Les dirigeants japonais ont toujours envisagé une fin de guerre négociée. Leur projet d'avant-guerre prévoyait une expansion et une consolidation rapides, un ultime conflit avec les États-Unis suivi d'un règlement par lequel ils seraient en mesure de conserver au moins une partie des nouveaux territoires qu'ils avaient conquis.
En 1945, les dirigeants du Japon sont d'accord pour juger que le cours de la guerre est défavorable, mais ils ne s'entendent pas sur le meilleur moyen de négocier sa fin. Il existe deux camps : le camp prétendument de la « paix » en faveur d'une initiative diplomatique pour persuader Joseph Staline, le dirigeant de l'Union soviétique, de servir de médiateur à un règlement entre les Alliés et le Japon ; et les jusqu'au-boutistes en faveur d'une dernière bataille « décisive » qui infligerait tant de victimes aux Alliés que ceux-ci seraient disposés à offrir des conditions de paix plus clémentes. Les deux approches sont basées sur l'expérience du Japon dans la guerre russo-japonaise, quarante ans auparavant, qui consista en une série de batailles coûteuses mais largement indécises, suivies de la décisive bataille navale de Tsushima.

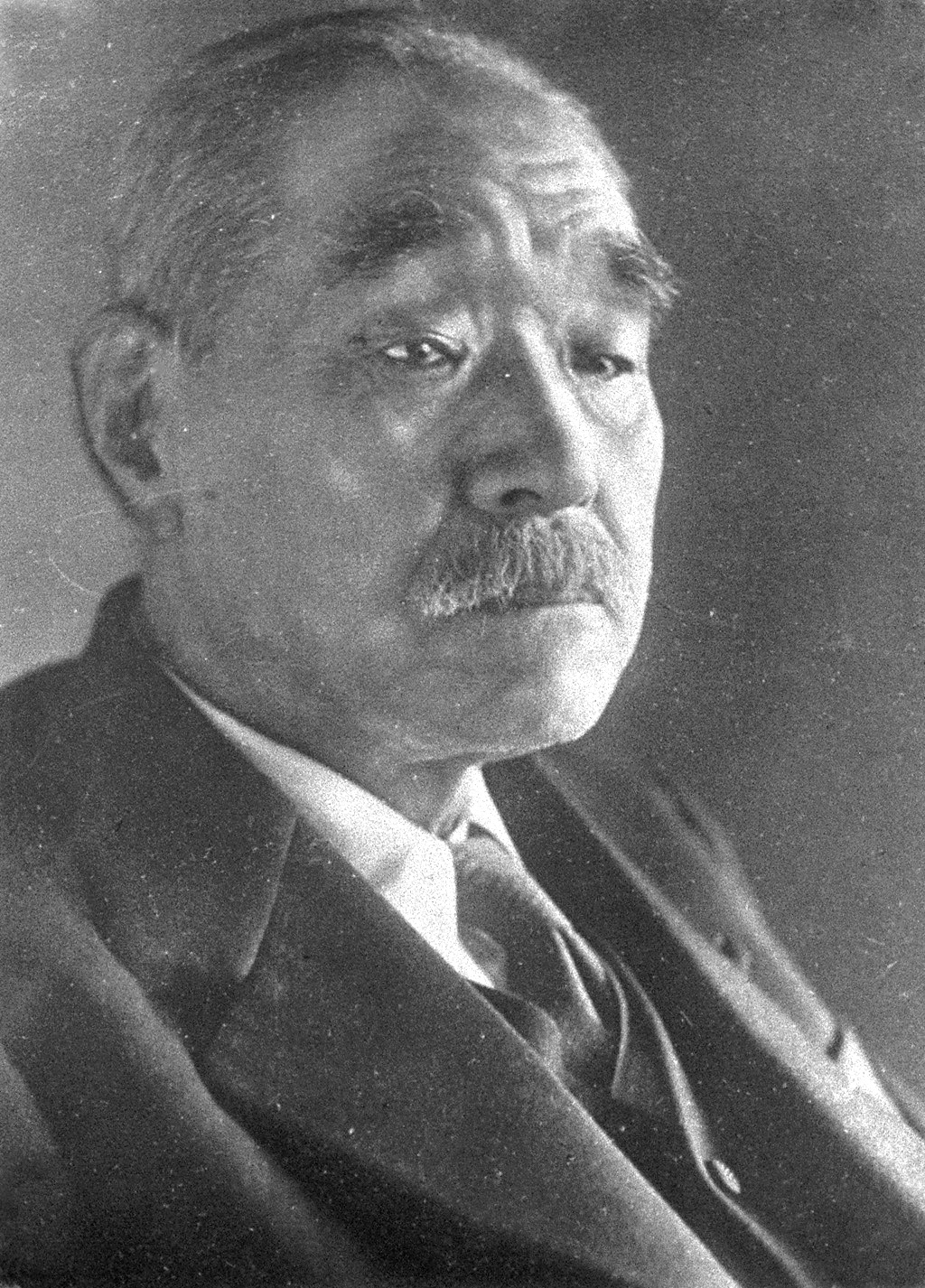
En tant que premier ministre, l'amiral Kantarō Suzuki est à la tête du gouvernement japonais dans les derniers mois de la guerre.

En février 1945, le prince Fumimaro Konoe donne à l'empereur Hirohito un mémorandum analysant la situation et lui dit que si la guerre continue, la famille impériale pourrait être plus menacée par une révolution interne que par la défaite. Selon le journal du Grand chambellan Hisanori Fujita, l'empereur, à la recherche d'une bataille décisive (tennōzan), répond qu'il est prématuré de chercher la paix « à moins que nous ne fassions un nouveau gain militaire ». Toujours en février, le « Département des traités » du Japon rédige un texte sur les politiques alliées vis-à-vis du Japon en ce qui concerne « la capitulation sans condition, l'occupation, le désarmement, l'élimination du militarisme, les réformes démocratiques, le châtiment des criminels de guerre et le statut de l'empereur ». Le désarmement imposé par les forces alliées, le châtiment des criminels de guerre japonais, et particulièrement l'occupation du pays et la déposition de l'empereur, ne sont pas acceptables pour les dirigeants japonais,.
Le 5 avril, l'Union soviétique donne le préavis requis de 12 mois qu'elle ne renouvellera pas le pacte de neutralité nippo-soviétique, signé en 1941 à la suite de l'incident de Nomonhan et valable cinq ans.
À l'insu des Japonais, il a été convenu à la conférence de Téhéran, en novembre-décembre 1943, que l'Union soviétique entrerait en guerre contre le Japon, une fois l'Allemagne nazie vaincue. À la conférence de Yalta en février 1945, les États-Unis ont fait de substantielles concessions aux Soviétiques pour obtenir la promesse que ceux-ci déclareraient la guerre au Japon dans les trois mois suivant la capitulation de l'Allemagne. Bien que le Pacte de neutralité de cinq ans n'expire que le 5 avril 1946, l'annonce provoque une grande inquiétude chez les Japonais parce que le Japon a amassé ses forces dans le Sud pour repousser l'attaque inévitable des États-Unis, laissant ainsi ses îles du Nord vulnérables à l'invasion soviétique,. Viatcheslav Molotov, ministre des Affaires étrangères à Moscou, et Iakov Malik, ambassadeur soviétique à Tokyo, vont très loin pour assurer les Japonais que « la période de validité du pacte n'est pas terminée ».

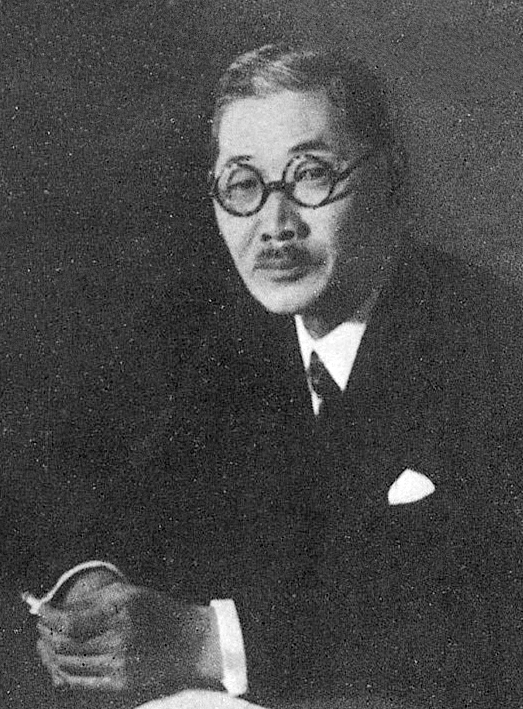
Shigenori Tōgō, le ministre des Affaires étrangères.

Lors d'une série de réunions au sommet en mai, les « Six Grands » discutent pour la première fois la possibilité de mettre fin à la guerre, mais aucun d'entre eux n'avance de conditions qui seraient acceptables pour les Alliés. Comme quiconque soutenant ouvertement la capitulation du Japon risque d'être assassiné par des militaires zélés, les rencontres sont fermées à tous sauf aux « Six Grands », à l'empereur et au gardien du sceau privé ; aucun officier de second ou troisième rang ne peut y assister. Lors de ces réunions, malgré les dépêches de l'ambassadeur japonais Satō à Moscou, seul le ministre des Affaires étrangères Tōgō se rend compte de la possibilité que Roosevelt et Churchill aient déjà fait des concessions à Staline pour amener les Soviétiques à entrer en guerre contre le Japon. À la suite de ces réunions, Tōgō est autorisé à solliciter le maintien de la neutralité de l'Union soviétique, ou à lui proposer une alliance.
L'armée, opposée à l'idée d'une reddition, tente d'imposer ses vues au gouvernement japonais par l'intermédiaire d'un document intitulé « La politique fondamentale à suivre désormais dans la conduite de la guerre », qui stipule que le peuple japonais se battra jusqu'au dernier homme plutôt que de se rendre. Le 6 juin, les « Six Grands » adoptent le document (seul Tōgō s'y oppose). Le lendemain, se conformant à une coutume qui veut qu'un gouvernement nouvellement formé présente ses objectifs, le gouvernement japonais en fait sa politique officielle et confirme l'approche diplomatique de Suzuki envers l'URSS :

« Il doit être clairement fait savoir à la Russie qu'elle doit sa victoire sur l'Allemagne au Japon, car nous sommes restés neutres, et que ce serait à l'avantage des Soviétiques d'aider le Japon à maintenir sa position internationale car ils auront les États-Unis comme ennemi à l'avenir. »

La politique du gouvernement reçoit, le 8 juin, l'approbation impériale.
Le 9 juin, le marquis Kōichi Kido, confident de l'empereur, rédige un « Projet de plan de lutte contre la situation de crise », avertissant que, d'ici la fin de l'année, le Japon se trouvera dans l'incapacité à mener une guerre moderne et que le gouvernement sera incapable de contenir des troubles civils. « Nous ne pouvons pas être sûrs que nous n'allons pas partager le sort de l'Allemagne et être soumis à des conditions telles que nous ne pourrons même pas atteindre notre but suprême de sauvegarde de la maison impériale et de préservation du système politique national ». Kido presse l'empereur de mettre fin à la guerre à des « conditions très généreuses ». Il propose ainsi que le Japon se retire des anciennes colonies européennes qu'il a occupées à condition que l'indépendance leur soit accordée, que le pays désarme mais pas sous la surveillance des Alliés et que le Japon se « contente d'une défense minimum » pour un temps. La proposition de Kido n'envisage pas l'occupation alliée du Japon, la poursuite des criminels de guerre ou une modification substantielle du système de gouvernement. Avec l'autorisation de l'empereur, Kido approche plusieurs membres du Conseil suprême, les « Six Grands ». Tōgō est très favorable à cette proposition. Suzuki et l'amiral Mitsumasa Yonai, ministre de la Marine, se montrent tous deux prudemment favorables ; chacun se demande ce que l'autre pense. Le général Korechika Anami, ministre de l'armée, est ambivalent, insistant sur le fait que la diplomatie doit attendre « que les États-Unis aient subi de lourdes pertes » dans l'opération Ketsugō.
En juin, l'empereur perd confiance dans les chances de parvenir à une victoire militaire. La bataille d'Okinawa est perdue et il comprend la faiblesse de l'armée japonaise en Chine, de l'armée du Kwantung en Mandchourie, de la marine, et de la défense des îles principales de l'Archipel. L'empereur reçoit un rapport du prince Naruhiko Higashikuni dont il conclut que « ce n'est pas seulement la défense côtière ; les divisions réservées pour la bataille décisive n'ont pas non plus un nombre suffisant d'armes ». Selon l'empereur :

« On m'a dit que le fer des fragments de bombes larguées par l'ennemi a été utilisé pour faire des pelles. Cela confirme mon opinion que nous ne sommes plus en mesure de continuer la guerre. »

Le 22 juin, l'empereur convoque les « Six Grands » à une réunion. Exceptionnellement, il parle en premier : « Je désire que des plans concrets pour mettre fin à la guerre, sans être gêné par la politique en vigueur, soient rapidement étudiés et que des efforts soient déployés pour les mettre en œuvre ». Il est convenu de solliciter l'aide soviétique pour mettre fin à la guerre. D'autres nations neutres, telles que la Suisse, la Suède et le Vatican, sont connues pour être prêtes à jouer un rôle dans l'établissement de la paix, mais elles sont si petites qu'elles sont jugées incapables de faire plus que de transmettre les conditions de la capitulation établies par les Alliés et l'acceptation ou le rejet par le Japon.

## Tentatives de négociations avec l'Union soviétique

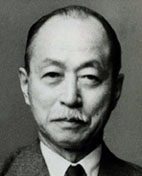
Naotake Satō.

Le 30 juin, Tōgō demande à Naotake Satō, l'ambassadeur du Japon à Moscou, d'essayer de mettre en place « des relations d'amitié durables et solides ». Satō doit discuter le statut de la Mandchourie et de « toute question que les Russes voudraient aborder ». Bien conscients de la situation globale et de leurs promesses faites aux Alliés, les Soviétiques répondent par des manœuvres dilatoires pour rassurer les Japonais sans promettre quoi que ce soit. Satō rencontre finalement Viatcheslav Molotov, le ministre soviétique des Affaires étrangères, le 11 juillet, mais sans résultat. Le 12 juillet, Tōgō enjoint Satō de dire aux Soviétiques que :

« Sa Majesté l'Empereur, conscient du fait que la guerre actuelle apporte chaque jour les plus grands maux et sacrifices aux peuples de toutes les puissances belligérantes, désire de tout son cœur qu'elle puisse être rapidement terminée. Mais tant que l'Angleterre et les États-Unis insistent pour une reddition inconditionnelle, l'empire du Japon n'a pas d'autre alternative que de se battre avec toutes ses forces pour l'honneur et l'existence de la patrie. »

L'empereur propose d'envoyer le prince Konoe en tant qu'envoyé spécial, bien qu'il ne pourra pas arriver à Moscou avant la conférence de Potsdam.
Satō avise Tōgō qu'en réalité « la capitulation sans condition ou selon des modalités à peu près équivalentes à celle-ci » est tout ce à quoi le Japon peut s'attendre. En outre, en réponse aux demandes de propositions précises de Molotov, Satō suggère que les messages de Tōgō n'étaient pas « clairs sur les vues du gouvernement et de l'armée à propos de la fin de la guerre », laissant ainsi un doute sur le soutien de l'initiative de Tōgō par les éléments clés du pouvoir.
Le 17 juillet, Tōgō répond :

« Bien que les pouvoirs dirigeants et le gouvernement sont convaincus que notre force de guerre peut encore infliger des pertes importantes à l'ennemi, nous sommes incapables de trouver une parfaite tranquillité d'esprit… Cependant, gardez bien à l'esprit, je vous prie, que nous ne cherchons pas la médiation des Russes pour quelque chose comme une capitulation sans condition. »

En réponse, Satō est plus clair :

« Il va sans dire que, dans mon précédent message appelant à la reddition inconditionnelle ou à des modalités équivalentes, j'ai fait une exception sur la question de la préservation de [la famille impériale]. »

Le 21 juillet, parlant au nom du cabinet, Tōgō répète :

« Nous rejetons la reddition inconditionnelle… et, afin d'éviter une telle issue à la guerre, nous cherchons un accord de paix… grâce aux bons offices de la Russie… il serait aussi désavantageux et impossible, en raison de considérations étrangères et nationales, d'annoncer immédiatement des modalités précises. »

Les cryptographes américains ont cassé la plupart des codes japonais dont le code 97 utilisé par l'Office des affaires étrangères pour la correspondance diplomatique de haut niveau. En conséquence, les messages entre Tokyo et ses ambassades sont transmis aux décideurs alliés presque aussi rapidement qu'à leurs destinataires.

### Intentions soviétiques
Les questions de sécurité dominent les décisions soviétiques concernant l'Extrême-Orient. Parmi celles-ci, la plus importante est d'avoir accès sans restriction à l'Océan Pacifique. Les zones libres de glace toute l'année de la côte soviétique du Pacifique – Vladivostok en particulier – peuvent être bloquées par air et mer à partir de Sakhaline et des îles Kouriles. L'acquisition de ces territoires, garantissant ainsi un accès libre au détroit de La Pérouse, est le principal objectif des Soviétiques,. Les objectifs secondaires sont l'obtention de baux pour le chemin de fer de l’Est chinois, la société des chemins de fer de Mandchourie du Sud, Dalian et Port Arthur.
À cette fin, Staline et Molotov font traîner les négociations avec les Japonais en leur donnant de faux espoirs d'une médiation de paix. Dans le même temps, dans leurs relations avec les États-Unis et la Grande-Bretagne, les Soviétiques insistent sur le strict respect de la déclaration du Caire, réaffirmée lors de la conférence de Yalta, que les Alliés n'accepteront pas de paix séparée ou conditionnelle. Les Japonais devront se rendre sans condition à tous les alliés. Pour prolonger la guerre, les Soviétiques s'opposent à toute tentative visant à affaiblir cette exigence. Cela leur donnerait le temps nécessaire pour terminer le transfert de leurs troupes du front de l'Ouest à l'Extrême-Orient et pour conquérir la Mandchourie (Mandchoukouo), la Mongolie intérieure (Mengjiang), la Corée, Sakhaline, les Kouriles et peut-être Hokkaidō (en commençant par un débarquement à Rumoi, Hokkaidō).

## Projet Manhattan
En 1939, Albert Einstein et Leó Szilárd écrivent une lettre au président Roosevelt l'avertissant que les Allemands pourraient poursuivre des recherches sur le développement de l'armement atomique et qu'il est nécessaire que les États-Unis financent la recherche et le développement de leur propre projet de ce type. Roosevelt accepte et le résultat en est le projet Manhattan – un programme de recherche top-secret administré par le général Leslie Richard Groves, sous la direction scientifique de Robert Oppenheimer. La première bombe est expérimentée avec succès lors de l'explosion Trinity le 16 juillet 1945.
Alors que le projet touche à sa fin, les planificateurs américains commencent à envisager l'utilisation de la bombe. Groves forme un comité qui se réunit en avril et mai 1945 pour dresser une liste de cibles. L'un des principaux critères est que les villes ciblées ne doivent pas avoir été endommagées par les bombardements classiques. Cela permettra une évaluation précise des dommages causés par la bombe atomique.
La liste du comité de ciblage comprend 18 villes japonaises. En tête de liste se trouvent Kyoto, Hiroshima, Yokohama, Kokura et Niigata,. En fin de compte, Kyoto est retirée de la liste sur l'insistance du Secrétaire à la Guerre, Henry Lewis Stimson, qui a visité la ville lors de son voyage de noces et connaît son importance culturelle et historique.
En mai, Harry S. Truman (devenu président après la mort de Franklin Roosevelt le 12 avril) approuve la formation d'un comité intérimaire, un groupe consultatif sur la bombe atomique. Il est composé de George L. Harrison, Vannevar Bush, James Bryant Conant, Karl Compton, William L. Clayton (en) et Ralph Austin Bard (en) et conseillé par les scientifiques Oppenheimer, Enrico Fermi, Ernest Orlando Lawrence et Arthur Compton. Dans un rapport du 1er juin, le comité conclut que la bombe devrait être utilisée dès que possible contre une usine de guerre entourée par des maisons de travailleurs et qu'aucun avertissement ou démonstration ne devraient être fournis.
À la suite d'une protestation de scientifiques impliqués dans le projet, sous la forme du rapport Franck, le comité réexamine la question de l'utilisation de la bombe. À l'issue d'une réunion du 21 juin, il réaffirme qu'il n'y a pas d'alternative.

## Événements à Potsdam
Les dirigeants des principales puissances alliées se réunissent à la conférence de Potsdam du 16 juillet au 2 août 1945. Les participants sont l'Union soviétique, le Royaume-Uni et les États-Unis, représentés par Staline, Winston Churchill (plus tard Clement Attlee) et Truman respectivement.

### Négociations
Bien que la conférence de Potsdam soit principalement consacrée aux affaires européennes, la guerre contre le Japon est également discutée en détail. Truman apprend le succès de l'essai Trinity au début de la conférence et partage cette information avec la délégation britannique. Le test réussi incite la délégation américaine à reconsidérer la nécessité et la pertinence de la participation soviétique sur laquelle les États-Unis ont exercé de fortes pressions aux conférences de Téhéran et Yalta. En haut de la liste des priorités des États-Unis figurent la réduction des pertes américaines et l'obtention rapide d'un cessez-le-feu – une intervention soviétique semble susceptible de satisfaire aux deux mais risque de permettre aux Soviétiques de s'emparer de territoires au-delà de ce qui a été promis à Téhéran et à Yalta et de provoquer après-guerre une division du Japon similaire à celle qui est survenue en Allemagne.
En traitant avec Staline, Truman décide de donner au dirigeant soviétique de vagues indications sur l'existence d'une puissante nouvelle arme sans entrer dans les détails. Cependant, les autres alliés ne savent pas que le renseignement soviétique a infiltré le projet Manhattan dès ses débuts ; aussi Staline connaît-il déjà l'existence de la bombe atomique mais ne semble pas impressionné par son potentiel.

### Déclaration de Potsdam
La conférence de Potsdam débouche sur la publication d'une déclaration commune, la déclaration de Potsdam, définissant la « reddition inconditionnelle » et clarifiant le sort réservé à l'empereur et à la personne même d'Hirohito. Les gouvernements américain et britannique sont en fort désaccord sur ce point – les États-Unis veulent abolir la fonction impériale et juger l'empereur comme criminel de guerre tandis que les Britanniques veulent conserver le trône impérial et maintenir Hirohito comme empereur.
De nombreuses ébauches de déclaration sont rédigées avant qu'une version acceptable pour tous soit enfin définie.
Le 26 juillet, les États-Unis, la Grande-Bretagne et la Chine font connaître la déclaration de Potsdam annonçant les modalités de la reddition du Japon, avec l'avertissement : « Nous ne nous en écarterons pas. Il n'y a pas d'alternatives. Nous ne souffrirons aucun retard ». Pour le Japon, les termes de la déclaration signifient :
- L'élimination « à jamais [de] l'autorité et l'influence de ceux qui ont trompé et induit en erreur le peuple du Japon en entreprenant la conquête du monde ».
- L'occupation de « zones du territoire japonais qui seront désignées par les Alliés ».
- Que la « souveraineté japonaise sera limitée aux îles de Honshū, Hokkaidō, Kyūshū, Shikoku et autres îles mineures que nous déterminerons ». Comme cela a été annoncé dans la déclaration du Caire en 1943, le Japon devra être réduit à son territoire d'avant 1894 et dépouillé de son empire d'avant-guerre, y compris la Corée et Taïwan ainsi que de toutes ses récentes conquêtes.
- Que « les membres des forces militaires japonaises, après avoir été complètement désarmés, seront autorisés à rentrer chez eux avec la possibilité de mener une vie paisible et productive ».
- Que « [n]ous ne visons pas à réduire les Japonais en esclavage en tant que race ou à les détruire en tant que nation, mais la justice doit être infligée sévèrement à tous les criminels de guerre, y compris ceux qui ont infligé des sévices à nos prisonniers ».

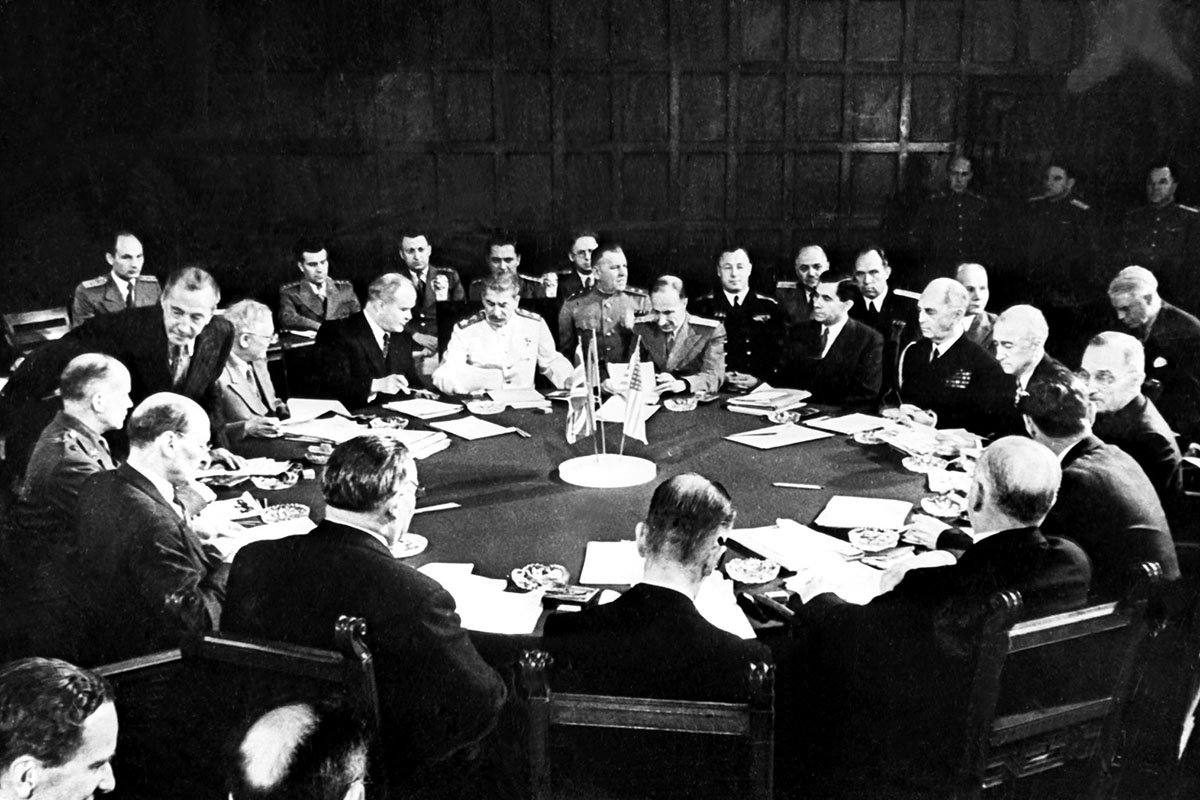
Une session de la conférence de Potsdam. Sont représentés Clement Attlee, Ernest Bevin, Viatcheslav Molotov, Joseph Staline, William D. Leahy, James F. Byrnes et Harry S. Truman.

D'autre part, la déclaration stipule que :
- « Le gouvernement japonais doit éliminer tous les obstacles à la résurgence et au renforcement des forces démocratiques au sein du peuple japonais. La liberté d'expression, de religion et d'opinion, ainsi que le respect des droits de l'homme et des libertés fondamentales seront établis ».
- « Le Japon est autorisé à maintenir les secteurs industriels qui soutiendront son économie et permettront le paiement de justes réparations en nature, mais pas ceux qui lui permettraient de se réarmer pour la guerre. À cette fin, l'accès, mais pas le contrôle, aux matières premières est autorisé. La participation japonaise dans les relations commerciales mondiales est autorisée ».
- « Les forces d'occupation des Alliés seront retirées du Japon dès que ces objectifs auront été atteints et qu'aura été établi, conformément à la volonté librement exprimée du peuple japonais, un gouvernement pacifique et responsable ».

L'unique emploi du terme « capitulation inconditionnelle » vient à la fin de la déclaration :
- « Nous appelons le gouvernement du Japon à annoncer dès maintenant la capitulation sans condition de toutes les forces armées japonaises et à fournir des garanties adéquates et suffisantes de leur bonne foi à ce propos. La seule alternative pour le Japon est une destruction rapide et totale ».

Contrairement à ce qui a été prévu lors de sa conception, la déclaration ne fait aucune mention de l'empereur. Les intentions des Alliés sur cette question primordiale pour les Japonais — Hirohito doit-il être considéré comme l'un de ceux qui ont « trompé le peuple du Japon » ou même comme un criminel de guerre, ou bien l'Empereur pourrait-il faire partie d'un « gouvernement pacifique et responsable » — ont ainsi été laissées implicites.
La clause sur la « destruction rapide et totale » a été interprétée comme un avertissement voilé sur la possession par les Américains de la bombe atomique (qui a été testée avec succès le premier jour de la conférence).

### Réaction japonaise
Le 27 juillet, le gouvernement japonais réfléchit à la façon de répondre à la déclaration. Les quatre militaires des « Six Grands » veulent la rejeter, mais Tōgō persuade le cabinet de ne pas le faire jusqu'à ce qu'il puisse obtenir une réaction des Soviétiques. Dans un télégramme, Shun'ichi Kase, l'ambassadeur du Japon en Suisse, observe que « capitulation sans condition » s'applique uniquement à l'armée et pas au gouvernement ni au peuple et il plaide qu'il faut comprendre que le langage prudent de Potsdam semble « avoir causé beaucoup de réflexion » de la part des gouvernements signataires – « ils semblent avoir pris la peine de nous sauver la face sur différents points ». Le lendemain, les journaux japonais affirment que la déclaration, dont le texte a été diffusé et largué par tracts (en) sur le Japon, a été rejetée. Dans une tentative pour gérer l'opinion publique, le premier ministre Suzuki rencontre la presse et déclare :

« Je considère que la proclamation conjointe est une resucée de la déclaration de la conférence du Caire. Quant au gouvernement, il n'y attache aucune valeur. La seule chose à faire est de simplement la tuer par le silence (mokusatsu). Nous ne ferons rien, si ce n'est exercer une forte pression pour parvenir à une fin réussie de la guerre. »

La signification de mokusatsu, littéralement « tuer par le silence », peut aller de « ignorer » à « traiter avec mépris », ce qui décrit assez fidèlement les diverses réactions au sein du gouvernement. Le 30 juillet, l'ambassadeur Satō écrit que Staline parle probablement à Roosevelt et Churchill à propos de ses relations avec le Japon et il écrit : « Il n'y a pas d'autre alternative que la reddition inconditionnelle immédiate si nous voulons éviter la participation de la Russie à la guerre ». Le 2 juillet, Tōgō écrit à Satō : « il ne devrait pas être difficile pour vous de réaliser que […] notre temps pour procéder aux arrangements pour mettre fin à la guerre avant que l'ennemi ne débarque sur le territoire japonais est limité ; d'autre part, il est difficile de se prononcer sur les conditions concrètes pour la paix ici, immédiatement, à domicile ».

## Hiroshima, Mandchourie et Nagasaki

### 6 août: Hiroshima
Le matin du 6 août, Enola Gay, un bombardier lourd Boeing B-29 piloté par le colonel Paul Tibbets, largue une bombe atomique (nom de code Little Boy) sur la ville de Hiroshima au Sud-Ouest du Honshū. Tout au long de la journée, des rapports confus sont transmis à Tokyo selon lesquels Hiroshima a été la cible d'un raid aérien qui a rasé la ville avec un « éclair aveuglant et une explosion violente ». Tard dans la soirée, les autorités japonaises reçoivent la confirmation d'une attaque nucléaire en écoutant le discours radiodiffusé du président américain Truman annonçant la première utilisation d'une bombe atomique et promettant :

« Nous sommes maintenant prêts à anéantir plus rapidement et complètement toutes les infrastructures industrielles de surface dans n'importe quelle ville japonaise. Nous allons détruire leurs quais, leurs usines et leurs moyens de communication. Qu'il n'y ait pas d'erreur : nous allons détruire complètement la capacité du Japon à faire la guerre. C'est pour épargner le peuple japonais d'une destruction totale que l'ultimatum de 26 juillet a été publié à Potsdam. Leurs dirigeants ont promptement rejeté cet ultimatum. S'ils n'acceptent pas maintenant nos conditions, ils peuvent s'attendre à une pluie de destructions venue des airs comme on n'en a jamais vu sur cette terre… »

L'armée et la marine japonaise ont leurs propres programmes d'armement nucléaire (en) et, par conséquent, les Japonais sont suffisamment informés pour savoir combien il est difficile de construire une bombe atomique. C'est pourquoi, de nombreux Japonais, dont notamment les membres militaires du gouvernement, refusent de croire que les États-Unis ont réussi à en construire une et l'armée japonaise commence ses propres investigations pour déterminer la cause de la destruction de Hiroshima. L'amiral Soemu Toyoda, le chef d'état-major de la Marine, fait valoir que même si les États-Unis en ont construit une, ils ne peuvent pas en avoir beaucoup plus. Pourtant, les stratèges américains, ayant anticipé une réaction comme celle de Toyoda, ont prévu de larguer une deuxième bombe peu de temps après la première pour convaincre les Japonais que les États-Unis en disposent d'une grande quantité,.

### 8-9 août: invasion soviétique et Nagasaki
À 4 h le 9 août, la nouvelle atteint Tokyo que l'Union soviétique a rompu le pacte de neutralité, déclaré la guerre au Japon et lancé une invasion de la Mandchourie.

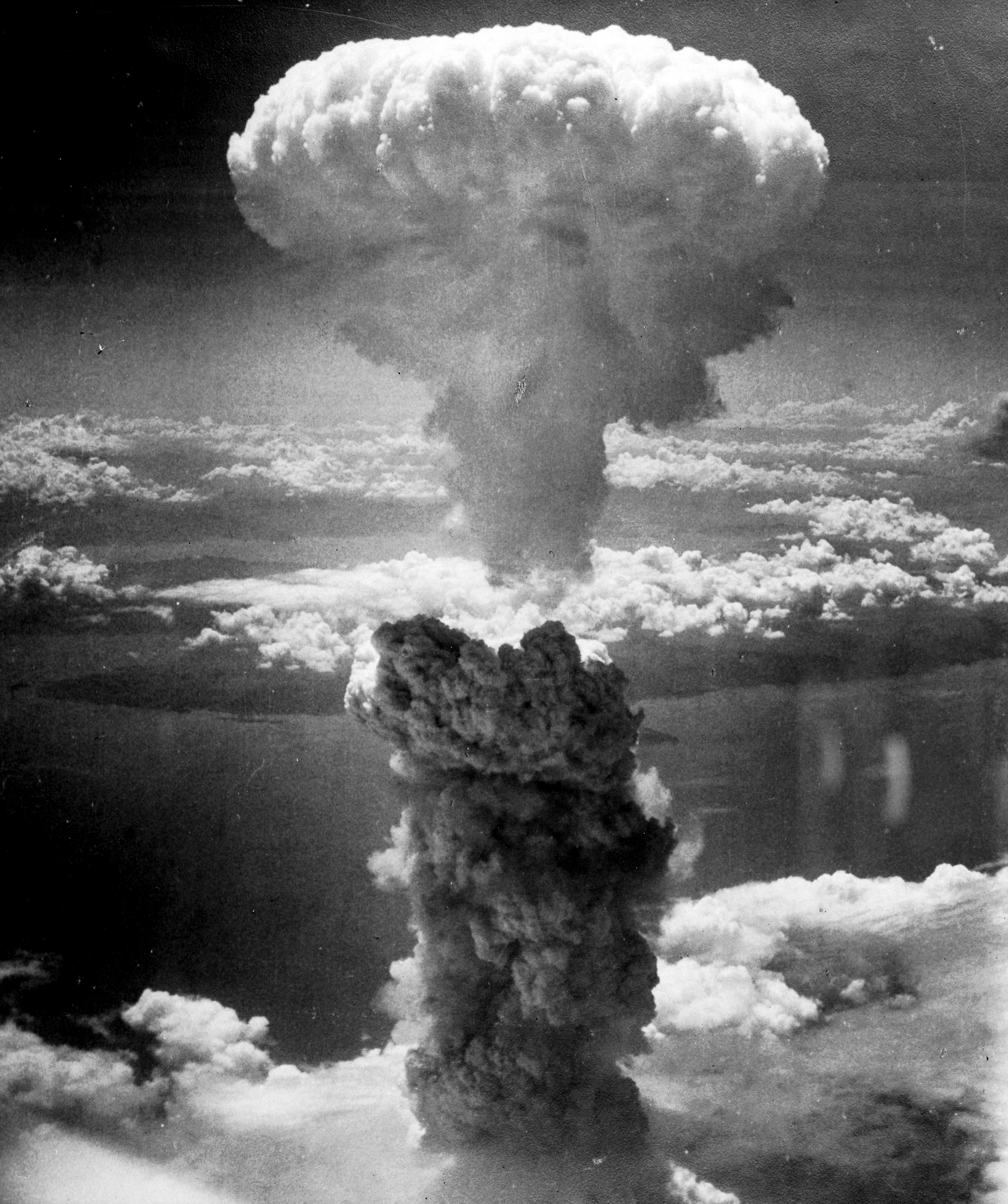
Bombardement atomique de Nagasaki.

Ce « double choc » – le bombardement atomique d'Hiroshima et l'attaque soviétique – produit des effets profonds et immédiats sur le premier ministre Kantarō Suzuki et le ministre des Affaires étrangères Tōgō Shigenori qui s'accordent à dire que le gouvernement doit mettre immédiatement fin à la guerre. Toutefois, la haute direction de l'armée japonaise apprend les nouvelles dans la foulée et sous-estime grossièrement l'ampleur de l'attaque. Avec l'appui du ministre de la guerre Anami, elle commence à se préparer à imposer la loi martiale sur la nation pour empêcher quiconque de tenter de faire la paix. Hirohito ordonne à Kido de prendre « rapidement le contrôle de la situation » car « l'Union soviétique a déclaré la guerre et a commencé aujourd'hui les hostilités contre nous ».
Peu après 11 h, au milieu d'une réunion extraordinaire des « Six Grands » initiée par Kido, arrive la nouvelle que Nagasaki, sur la côte ouest de Kyūshū, a été frappée par une seconde bombe atomique (nom de code Fat Man). À la fin de la réunion, les « Six Grands » se divisent en deux groupes. L'un, rassemblant Suzuki, Tōgō et l'amiral Yonai, soutient l'ajout proposé par Tōgō d'une condition supplémentaire à la déclaration de Potsdam, tandis que l'autre, regroupant les trois généraux Anami, Umezu et l'amiral Toyoda, insiste pour que trois autres points de la déclaration de Potsdam soient modifiés afin de garantir que le Japon supervisera son propre désarmement, prendra en charge les criminels de guerre japonais et qu'il n'y aura pas d'occupation du Japon.
Après le bombardement atomique de Nagasaki, Truman fait une nouvelle déclaration :

« Les gouvernements britannique, chinois et américain ont donné au peuple japonais un avertissement adéquat sur ce qui les attend. Nous avons posé les conditions générales sur lesquelles ils peuvent se rendre. Notre avertissement a été ignoré ; nos conditions rejetées. Depuis lors, les Japonais ont vu ce que notre bombe atomique peut faire. Ils peuvent prévoir ce qu'elle fera à l'avenir.
Le monde notera que la première bombe atomique a été larguée sur Hiroshima, une base militaire. C'est parce que nous voulions, avec cette première attaque, éviter, autant que possible, le massacre de civils. Mais cette attaque n'est qu'un avertissement. Si le Japon ne se rend pas, des bombes devront être lâchées sur ses industries de guerre et, malheureusement, des milliers de vies civiles seront perdues. J'exhorte les civils japonais à quitter immédiatement les villes industrielles et à se sauver de la destruction.
Je me rends compte de l'importance tragique de la bombe atomique.
Sa production et son utilisation n'ont pas été entreprises à la légère par ce gouvernement. Nous savions que nos ennemis cherchaient à fabriquer une telle arme. Nous savons maintenant à quel point ils étaient près d'aboutir. Et nous savons quelle catastrophe cela aurait représenté pour notre nation, et toutes les nations éprises de paix, à toute civilisation, s'ils avaient réussi avant nous.
C'est pourquoi nous nous sommes sentis obligés d'entreprendre le travail long, incertain et coûteux de sa découverte et de sa production.
Nous avons gagné la course à la découverte contre les Allemands.
Ayant découvert la bombe, nous l'avons utilisée. Nous l'avons utilisée contre ceux qui nous ont attaqués sans avertissement à Pearl Harbor, contre ceux qui ont affamé, battu et exécuté des prisonniers de guerre américains, contre ceux qui ont abandonné toute obligation d'obéir aux lois internationales de la guerre. Nous l'avons utilisée afin d’abréger les horreurs de la guerre, afin de sauver la vie de milliers et de milliers de jeunes Américains.
Nous allons continuer à l'utiliser jusqu'à ce que nous ayons complètement détruit la capacité du Japon à faire la guerre. Seule une capitulation japonaise nous arrêtera. »

## Intervention impériale, réponse des Alliés et décision japonaise

### 9-10 août: décision de l'empereur de capituler

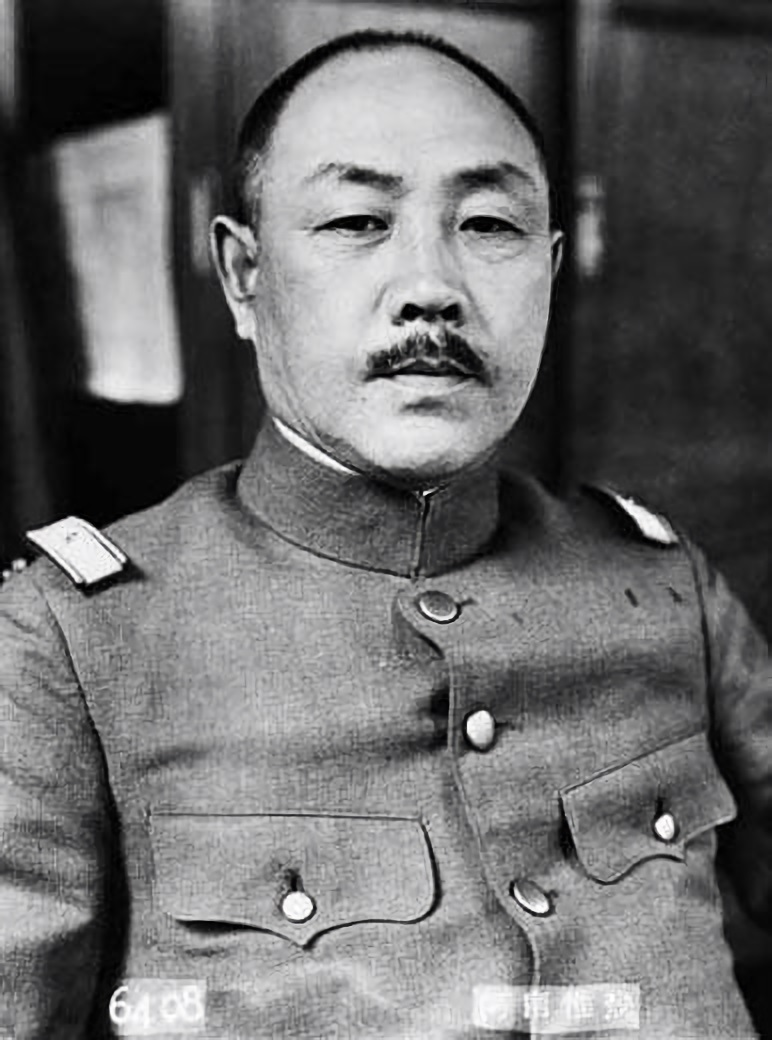
Le ministre de la Guerre Korechika Anami.

Le cabinet se réunit au grand complet à 14 h 30 le 9 août et passe le plus clair de la journée à débattre de la reddition. Comme cela a été le cas avec les « Six Grands », le cabinet est divisé, ni la position de Tōgō ni celle d'Anami ne réunissant de majorité. Anami rapporte aux autres membres du cabinet que, soumis à la torture, un pilote de chasse américain de P-51 a révélé à ses interrogateurs que les États-Unis possédaient cent bombes atomiques et que Tokyo et Kyoto seraient bombardés « dans les prochains jours ». Le pilote, Marcus McDilda, mentait. Il ne savait rien du projet Manhattan et a tout simplement dit à ses interrogateurs ce qu'il pensait qu'ils voulaient entendre pour mettre fin à la torture. Le mensonge, qui l'a amené à être considéré comme un prisonnier de haute priorité, l'a probablement sauvé de la décapitation. En réalité, les États-Unis n'auraient disposé d'une troisième bombe prête à l'emploi que vers le 19 août et d'une quatrième qu'en septembre 1945. La troisième bombe aurait probablement été utilisée contre Tokyo.
La réunion du cabinet est levée à 17 h 30 sans consensus. Une deuxième réunion dure de 18 h à 22 h, mais se termine aussi par une absence de consensus. À la suite de cette deuxième réunion, Suzuki et Tōgō rencontrent l'empereur et Suzuki propose une conférence impériale impromptue qui commence un peu avant minuit dans la nuit du 9 au 10 août. Suzuki présente les quatre conditions de la proposition d'Anami comme la position de consensus du Conseil suprême. Les autres membres du Conseil suprême s'expriment aussi, comme Hiranuma Kiichirō, le président du Conseil privé, qui souligne l'incapacité du Japon à se défendre et décrit aussi les problèmes intérieurs du pays, tels que la pénurie de nourriture. Le cabinet débat, mais encore une fois aucun consensus n'émerge. Aux alentours de 2 h le 10 août, Suzuki aborde enfin l'empereur Hirohito, lui demandant de choisir entre les deux positions. Les participants se souviendront plus tard que l'empereur a alors déclaré :

« J'ai réfléchi sérieusement à la situation qui prévaut à l'intérieur et à l'extérieur du pays et j'en ai conclu que la poursuite de la guerre ne peut signifier que la destruction de la nation et la prolongation de l'effusion de sang et de cruauté dans le monde. Je ne peux pas supporter de voir mon peuple innocent souffrir plus longtemps…
Ceux qui préconisent une poursuite des hostilités m'ont dit qu'en juin de nouvelles divisions seraient en place dans des positions fortifiées [sur la plage de Kujūkuri, à l'est de Tokyo], prêtes à affronter l'envahisseur quand il cherchera à débarquer. Nous sommes désormais en août et les fortifications n'ont toujours pas été achevées…
Il y a ceux qui disent que la clé de la survie nationale réside dans une bataille décisive sur le sol de la patrie. Les expériences du passé montrent toutefois qu'il y a toujours une divergence entre les plans et leur mise en œuvre. Je ne crois pas que le retard pris dans le cas de Kujūkuri puisse être rattrapé. Dans ces conditions, comment pouvons-nous repousser les envahisseurs ? [Il fait ensuite une référence spécifique au pouvoir destructeur accru de la bombe atomique.]
Il va sans dire qu'il m'est insupportable de voir nos braves et loyaux combattants désarmés. Il est tout aussi insupportable que ceux qui m'ont rendu un service dévoué doivent être sanctionnés comme instigateurs de la guerre. Néanmoins, le temps est venu de supporter l'insupportable…
J'avale mes larmes et donne ma sanction à la proposition d'accepter la proclamation des Alliés sur la base définie par le ministre des Affaires étrangères. »

Selon le général Sumihisa Ikeda et l'amiral Zenshirō Hoshina, le président du Conseil privé Hiranuma Kiichirō se tourne alors vers l'empereur et lui demande : « Votre Majesté, vous portez également la responsabilité (sekinin) de cette défaite. Quelles excuses allez-vous présenter aux esprits héroïques du fondateur impérial de votre maison et à vos autres ancêtres impériaux ? »
Japan's Surrender Communiqués (Wikisource) (en)
Une fois l'empereur parti, Suzuki pousse le cabinet à accepter la volonté du souverain, ce qu'il fait. Tôt ce matin (10 août), le ministère des Affaires étrangères envoie des télégrammes aux Alliés (par le biais du Département politique fédéral suisse et Max Grässli en particulier) annonçant que le Japon va accepter la déclaration de Potsdam mais n'acceptera pas les conditions de paix qui « portent atteinte aux prérogatives » de l'empereur. Cela signifie de fait qu'il ne doit pas y avoir de changement dans la forme de gouvernement du Japon et que l'empereur restera dans une position de pouvoir effectif.

### 12 août: réponse des Alliés
La réponse des Alliés est rédigée par James F. Byrnes et approuvée par les gouvernements britannique, chinois et soviétiques, bien que les Soviétiques ne l'acceptent qu'avec réticence. Les Alliés envoient leur réponse (par l'intermédiaire du Département des affaires politiques suisse) à l'acceptation conditionnelle du Japon de la déclaration de Potsdam le 12 août. Sur le statut de l'empereur, il y est écrit :

« Au moment même de la capitulation, l'autorité de l'empereur et du gouvernement japonais à diriger l'État doit être soumise au commandant suprême des forces alliées qui prendra les mesures qu'il juge appropriées pour mettre en œuvre les termes de la reddition… La forme ultime de gouvernement du Japon doit, conformément à la déclaration de Potsdam, être établie par la volonté librement exprimée du peuple japonais. »

Le président Truman ordonne la continuation des opérations militaires (y compris les bombardements par les B-29) jusqu'à ce que la déclaration officielle de la capitulation du Japon soit reçue. Cependant, les correspondants de guerre interprètent un commentaire de Carl Andrew Spaatz, indiquant que les B-29 ne volent pas le 11 août (à cause du mauvais temps), comme l'annonce de l'entrée en vigueur d'un cessez-le-feu. Pour éviter de donner aux Japonais l'impression que les Alliés ont abandonné les efforts de paix et repris les bombardements, Truman ordonne ensuite un arrêt des bombardements,.
Le cabinet japonais examine la réponse des Alliés et Suzuki fait valoir qu'il doit la rejeter et insister sur une garantie explicite pour le maintien du système impérial. Anami réaffirme son opposition à une occupation du Japon. Par la suite, Tōgō dit à Suzuki qu'il n'y a aucun espoir d'obtenir de meilleures conditions et Kido fait part de la volonté de l'empereur que le Japon se rende. Lors d'une réunion avec l'empereur, Yonai mentionne ses préoccupations au sujet des troubles civils croissants :

« Le terme est inapproprié, mais je pense que les bombes atomiques et l'entrée soviétique dans la guerre sont, en un sens, des dons divins. De cette façon, nous n'avons pas à dire que nous avons capitulé en raison de circonstances intérieures. »

Ce même jour, Hirohito informe la famille impériale de sa décision de capituler. L'un de ses oncles, le prince Asaka, demande alors si la guerre se poursuivrait si le kokutai (souveraineté impériale) ne pouvait pas être conservé. L'empereur répond simplement : « bien sûr »,.

### 13-14 août: acceptation des conditions alliées
Les « Six Grands » et le cabinet passent le 13 août à discuter de leur réponse aux Alliés, mais restent dans l'impasse. Pendant ce temps, l'attente fait grandir le doute chez les Alliés. Les Japonais ont été informés du fait qu'ils peuvent transmettre une acceptation sans réserve en clair, mais en fait, ils envoient des messages codés sur des questions sans rapport avec les négociations de capitulation. Les Alliés prennent cette réponse codée comme une non-acceptation de leurs conditions.
Via l'interception de messages Ultra, les Alliés détectent également une augmentation du trafic diplomatique et militaire, ce qui est considéré comme une preuve que les Japonais se préparent à une « attaque banzai » à grande échelle. Le président Truman ordonne la reprise et l'intensification des attaques contre le Japon « de manière à impressionner les autorités japonaises pour leur faire comprendre que nous sommes sérieux et déterminés à leur faire accepter nos propositions de paix sans retard ». La troisième flotte des États-Unis commence le bombardement de la côte japonaise. Dans le plus grand raid de bombardement de la guerre du Pacifique, plus de 400 B-29 attaquent le Japon pendant la journée du 14 août et plus de 300 cette nuit-là. Un total de 1 014 avions sont utilisés sans pertes.
Au cours de la plus longue mission de bombardement de la guerre, des B-29 du « 315 Bombardment Wing » parcourent 6 200 km pour détruire la raffinerie de la Nippon Oil Company située à Tsuchizaki sur la pointe nord de Honshū. C'est la dernière raffinerie opérationnelle dans les îles du Japon et elle produit 67 % de son pétrole. Après la guerre, ces bombardements ont été justifiés comme déjà en cours au moment où la reddition japonaise a été reçue, mais ce n'est que partiellement vrai.

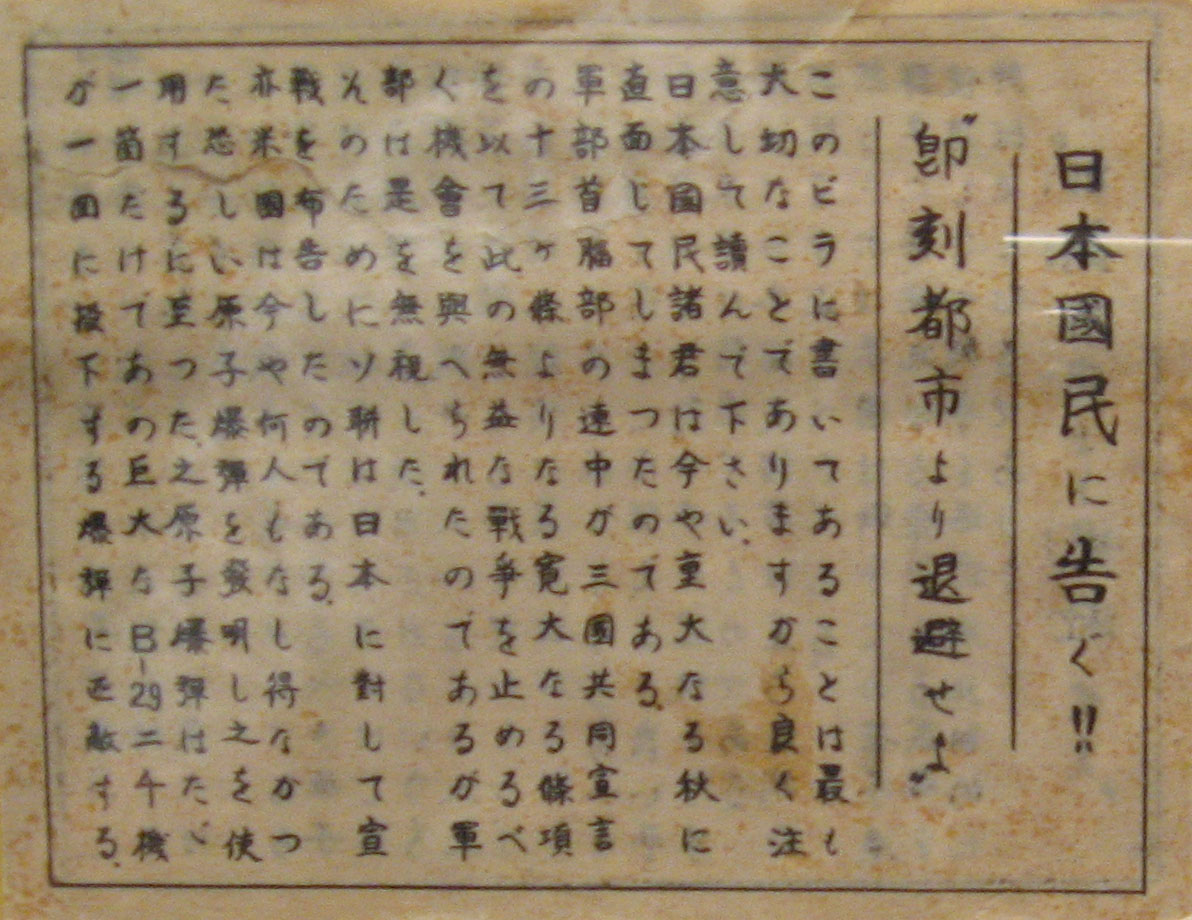
Un dépliant lâché sur le Japon après le bombardement de Hiroshima. Extrait du message : Le peuple japonais est confronté à un automne extrêmement important. Notre alliance de trois pays a présenté à vos dirigeants militaires treize articles pour la capitulation en vue de mettre fin à cette guerre inutile. Cette proposition a été ignorée par vos chefs militaires… [L]es États-Unis ont mis au point une bombe atomique, qui n'a jamais été faite par une nation auparavant. Ils sont déterminés à utiliser cette bombe effrayante. Une bombe atomique a le pouvoir destructeur de 2000 B-29.

Sur la suggestion d'experts américains des opérations psychologiques, le 13 août des B-29 lâchent sur le Japon des tracts, décrivant l'offre japonaise de capitulation et la réponse des Alliés. Ces tracts ont un profond effet sur le processus de prise de décision japonaise. Comme l'aube du 14 août se lève, Suzuki, Kido et l'empereur comprennent que le jour finira soit par une acceptation des conditions américaines, soit par un coup d'État militaire.
L'empereur rencontre les officiers supérieurs de l'Armée et de la Marine. Alors que plusieurs se prononcent en faveur de la prolongation du combat, le maréchal Shunroku Hata se tait. En tant que commandant de la deuxième armée générale, dont le quartier général était situé à Hiroshima, Hata commande toutes les troupes qui défendent le sud du Japon – troupes qui se préparent à lutter dans la « bataille décisive ». Hata avoue finalement qu'il n'a pas confiance dans la capacité du Japon à contrer l'invasion et ne conteste pas la décision de l'empereur. Celui-ci demande à ses chefs militaires de coopérer avec lui pour mettre fin à la guerre.
Lors d'une conférence avec le cabinet et d'autres conseillers, Anami, Toyoda et Umezu font à nouveau valoir leurs arguments pour continuer à se battre, après quoi l'empereur déclare :

« J'ai écouté attentivement chacun des arguments présentés en opposition à l'idée que le Japon devrait accepter la réponse des Alliés en l'état et sans autre précision ou modification, mais mon propre point de vue n'a pas changé… Pour que le peuple puisse connaître ma décision, je vous demande de préparer dès à présent un rescrit impérial afin que je puisse être diffusé à la nation. Enfin, je demande à chacun d'entre vous de faire de son mieux afin que nous puissions faire face aux jours difficiles qui nous attendent. »

Le cabinet se réunit immédiatement et ratifie à l'unanimité la volonté de l'empereur. Il décide également de détruire tout document ayant trait à des crimes de guerre et aux responsabilités de guerre des plus hauts dirigeants de la nation. Immédiatement après la conférence, le ministère des Affaires étrangères transmet des ordres à ses ambassades en Suisse et en Suède pour accepter les conditions alliées. Ces ordres sont captés et reçus à Washington à 2 h 49, le 14 août.
Afin d'éviter des difficultés avec les hauts commandants des fronts éloignés, trois membres de la famille impériale sont dépêchés le 14 août pour transmettre la parole impériale. Le lieutenant-colonel prince Takeda Tsunenori se rend en Corée et en Mandchourie, le colonel Asaka auprès de l'armée expéditionnaire de Chine et de la flotte chinoise et le prince Kan'in Haruhito à Shanghai, dans le Sud de la Chine, en Indochine et à Singapour.
Le texte du rescrit impérial sur la reddition est finalisé à 19 h, transcrit par le calligraphe officiel de la cour et porté aux membres du cabinet pour qu'ils y apposent leurs signatures. Vers 23 h, l'empereur, avec l'aide d'une équipe de la NHK, enregistre un disque microsillon sur lequel il lit son discours de capitulation. Le disque est confié au chambellan de cour Yoshihiro Tokugawa qui le cache dans un coffre du bureau du secrétaire de l'impératrice Kōjun.

## Tentative de coup d'État militaire (12-15 août)

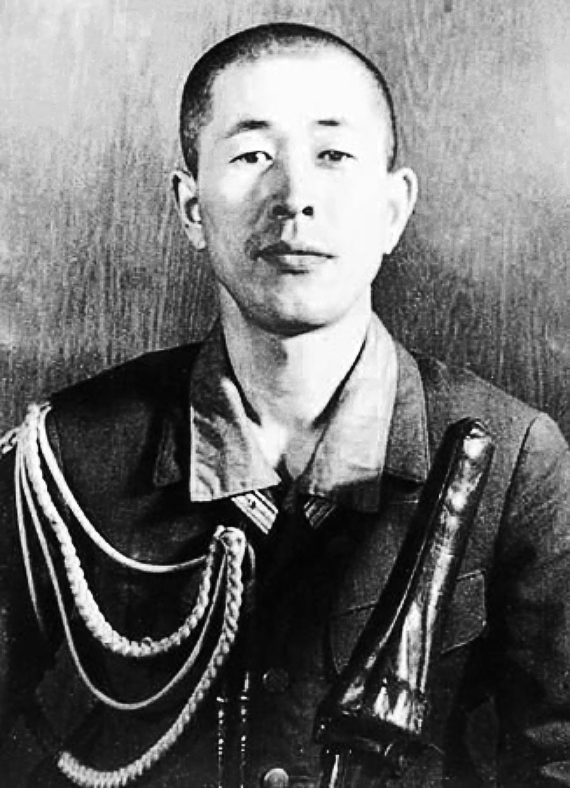
Kenji Hatanaka, meneur du coup d'État.

Tard dans la nuit du 12 août 1945, le major Kenji Hatanaka, le colonel Okikatsu Arao, chef de la section des affaires militaires, les lieutenants colonels Masataka Ida, Masahiko Takeshita (beau-frère d'Anami) et Inaba Masao s'entretiennent avec le ministre de la guerre Korechika Anami (ministre de l'armée et « le plus puissant personnage au Japon après l'empereur lui-même ») et lui demandent de faire tout ce qu'il peut pour empêcher l'acceptation de la déclaration de Potsdam. Le général Anami refuse de dire s'il va aider les jeunes officiers à commettre cette trahison. Bien qu'ils aient vivement besoin de son appui, Hatanaka et les autres rebelles décident cependant qu'ils n'ont pas d'autre choix que de planifier et tenter eux-mêmes un coup d'État. Hatanaka passe l'essentiel de la journée du 13 août et le matin du 14 août à réunir des alliés, à chercher le soutien de supérieurs dans le ministère et à préparer son complot.
Peu de temps après la conférence de la nuit du 13 au 14 août, au cours de laquelle la reddition est finalement décidée, un groupe d'officiers supérieurs de l'armée, comprenant Anami, se rassemble dans une pièce voisine. Toutes les personnes présentes sont préoccupées par la possibilité d'un coup d'État visant à empêcher la capitulation – certains de ceux qui sont présents envisagent peut-être même d'en lancer un. Après un silence, le général Torashirō Kawabe propose que tous les officiers supérieurs présents signent un accord pour exécuter l'ordre de capitulation de l'empereur – « l'armée agira conformément à la décision impériale jusqu'au bout ». Il est signé par tous les officiers de haut rang présents, dont Anami, Hajime Sugiyama, Yoshijirō Umezu, Kenji Doihara, Torashirō Kawabe, Masakazu Kawabe et Tadaichi Wakamatsu. « Cet accord écrit par les officiers des rangs les plus élevés dans l'armée […] agit comme un redoutable coupe-feu contre toute tentative d'inciter à un coup d'État à Tokyo ».

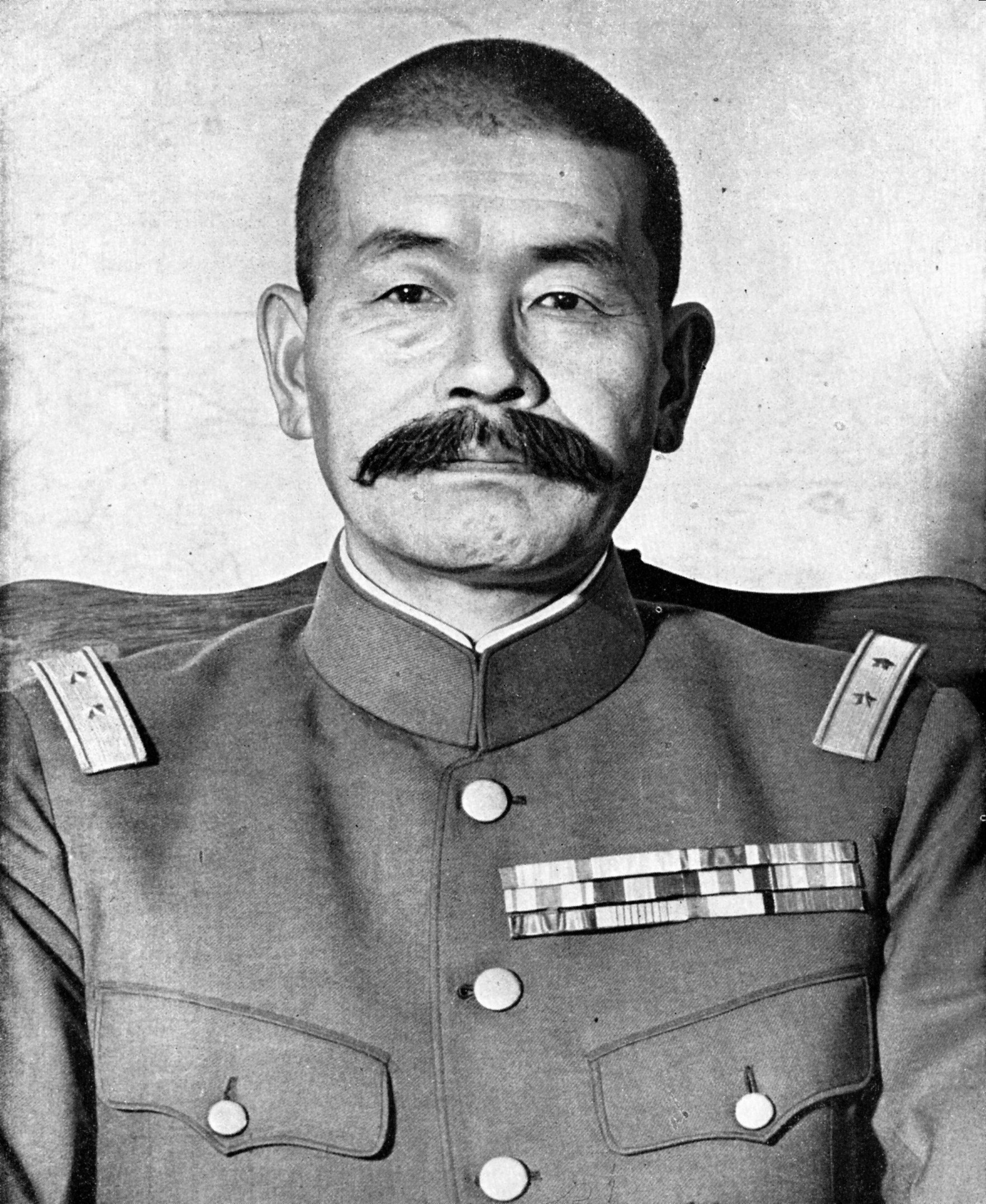
Le coup d'État échoue après que Shizuichi Tanaka convainc les dirigeants rebelles de rentrer chez eux. Tanaka se suicide neuf jours plus tard.

Vers 21 h 30 le 14 août, les rebelles de Hatanaka mettent leur plan à exécution. Le deuxième régiment des premiers gardes impériaux entre dans l'enceinte du palais, doublant la force du bataillon qui y est déjà stationné, sans doute pour fournir une protection supplémentaire contre la rébellion de Hatanaka. Mais Hatanaka, avec le lieutenant-colonel Jirō Shiizaki, convainc le commandant du 2e régiment des premiers gardes impériaux, le colonel Toyojirō Haga, de rallier sa cause en lui affirmant que les généraux Anami et Umezu ainsi que les commandants de l'armée du district de l'Est et les divisions de la Garde impériale font tous partie du plan (ce qui est faux). Hatanaka se rend également au bureau de Shizuichi Tanaka, commandant de l'armée du district de l'Est, pour essayer de le convaincre de rejoindre le coup. Tanaka refuse et ordonne à Hatanaka de rentrer chez lui. Hatanaka ne tient pas compte de l'ordre.
Hatanaka espère que par le simple fait d'occuper le palais et de montrer les prémices d'une rébellion, il va inciter le reste de l'armée à se soulever contre le mouvement de capitulation. Cette idée guide ses plans et lui donne un optimisme aveugle pour leur mise en œuvre, bien qu'il dispose de peu de soutien de ses supérieurs. Après avoir mis toutes ses pièces en place, Hatanaka et ses co-conspirateurs décident que la Garde s'emparera du palais à 2 h. Jusque-là des tentatives répétées sont faites pour convaincre leurs supérieurs de rejoindre le coup. Au même moment, le général Anami se suicide par seppuku en laissant ce message : « Avec ma mort, je présente humblement mes excuses à l'empereur pour ce grand crime ». Que le crime mentionné par Anami désigne la perte de la guerre ou le coup d'État demeure incertain.
- Imperial Guards Division Strategic Order No. 584 (Wikisource) (en)

Vers 1 h, Hatanaka et ses hommes entourent le palais. Hatanaka, Shiizaki et le capitaine Shigetarō Uehara (de l'académie de l'armée de l'air) se rendent au bureau du lieutenant-général Takeshi Mori pour lui demander de rejoindre le coup. Mori est en réunion avec son beau-frère, Michinori Shiraishi. La coopération de Mori, en tant que commandant de la 1re division des gardes impériaux, est cruciale. Lorsque Mori refuse de prendre parti pour Hatanaka, celui-ci le tue, craignant que Mori ordonne aux gardes de mettre un terme à la rébellion. Uehara tue aussitôt Shiraishi. Ce seront les deux seuls meurtres de la nuit. Hatanaka utilise ensuite le sceau officiel du général Mori pour autoriser l'ordre stratégique no 584 de la Division de la garde impériale, un faux jeu d'ordres créés par ses co-conspirateurs visant au renforcement des troupes occupant le palais impérial et l'agence impériale, prétendument pour « protéger » l'empereur.
La police du palais est désarmée et toutes les entrées bloquées. Au cours de la nuit, les rebelles de Hatanaka capturent et retiennent dix-huit personnes dont le personnel du ministère et les techniciens de la NHK envoyés pour enregistrer le discours de reddition.
Les rebelles, emmenés par Hatanaka, passent les heures qui suivent à chercher en vain Sōtarō Ishiwatari, le ministre de la maison impériale, Kōichi Kido le gardien du sceau privé ainsi que les enregistrements du discours de capitulation. Les deux hommes se cachent dans la « salle des coffres », grande pièce située sous le palais impérial,. Leur recherche est rendue plus difficile par un black-out en réponse aux bombardements alliés, par l'organisation rudimentaire du complot et la disposition même du ministère de la maison impériale. Nombre de noms de pièces sont inconnus des rebelles, qui finissent toutefois par trouver le chambellan Tokugawa. Bien que Hatanaka menace de l'éventrer avec une épée de samouraï, Tokugawa ment et leur dit qu'il ne sait pas où se trouvent les enregistrements ou les hommes qui les détiennent,. Au cours de leur recherche, les rebelles coupent presque tous les fils de téléphone, rompant ainsi les communications entre leurs prisonniers dans l'enceinte du palais et le monde extérieur.
À peu près au même moment, un autre groupe de rebelles, dirigé par le capitaine Takeo Sasaki, se rend au bureau du Premier ministre Suzuki avec l'intention de le tuer. Quand ils trouvent son bureau vide, ils le mitraillent et mettent le feu au bâtiment avant de se diriger vers sa maison. Hisatsune Sakomizu l'ayant prévenu, Suzuki s'échappe quelques minutes avant qu'arrivent les assassins potentiels. Après avoir mis le feu à la maison de Suzuki, ces derniers se rendent à la propriété de Hiranuma Kiichirō pour l'assassiner. Hiranuma s'échappe par une porte de côté et les rebelles incendient également sa maison. Suzuki passera le reste du mois d'août sous la protection de la police, dormant chaque nuit dans un lit différent,.
Vers 3 h, Hatanaka est informé par le lieutenant-colonel Masataka Ida que l'armée du district de l'Est est en route vers le palais afin de l'arrêter et qu'il devrait abandonner,. Finalement, voyant son plan s'effondrer autour de lui, Hatanaka implore Tatsuhiko Takashima, chef d'état-major de l'armée du district de l'Est, de lui accorder au moins dix minutes sur les ondes de la radio NHK pour expliquer à la population du Japon ce qu'il a cherché à accomplir et pourquoi. Sa demande est refusée. Le colonel Haga, commandant du 2e régiment des premiers gardes impériaux, découvrant que l'armée ne soutient pas cette rébellion, ordonne à Hatanaka de quitter l'enceinte du palais.
Juste avant 5 h, comme ses rebelles continuent leur recherche, le major Hatanaka se rend aux studios de la NHK et, brandissant un pistolet, tente désespérément d'obtenir un temps d'antenne pour expliquer ses actions. Un peu plus d'une heure plus tard, après avoir reçu un appel téléphonique de l'armée du district de l'Est, Hatanaka abandonne enfin. Il réunit ses officiers et sort du studio de la NHK.
À l'aube, Tanaka apprend que le palais a été envahi. Il s'y rend, fait face aux officiers rebelles, les réprimande sur leur conduite contraire à l'esprit de l'armée japonaise et les convainc de retourner dans leurs casernes,. À 8 h, la rébellion est entièrement défaite après avoir réussi à tenir l'enceinte du palais pendant une grande partie de la nuit mais sans parvenir à trouver les enregistrements impériaux.
Hatanaka, sur une moto, et Shiizaki, à cheval, parcourent les rues de Tokyo, jetant des tracts qui expliquent leurs motifs et leurs actions. Moins d'une heure avant la radiodiffusion du discours de l'empereur, aux alentours de 11 h le 15 août, Hatanaka pointe son pistolet sur son front et se tire une balle. Shiizaki se poignarde avec une dague et se tire aussi une balle. Dans la poche de Hatanaka se trouve son poème d'adieu : « Je n'ai rien à regretter maintenant que les nuages noirs ont disparu du règne de l'empereur ».

## Capitulation

### Radiodiffusion du rescrit impérial sur la capitulation
- Japanese Instrument of Surrender (Wikisource) (en)

À 12 h (heure normale du Japon) le 15 août, le discours enregistré de l'empereur qui lit le rescrit impérial sur la cessation de la guerre, est radiodiffusé :

« Bien que chacun ait fourni ses meilleurs efforts – en dépit des vaillants combats menés par nos forces militaires et navales, de la diligence et de l'assiduité de nos serviteurs et dévouement de nos cent millions de sujets – la guerre a suivi son cours, mais pas nécessairement à l'avantage du Japon, tandis que les tendances générales prévalant dans le monde se sont toutes retournées contre ses intérêts.
En outre, l'ennemi a mis en œuvre une bombe nouvelle d'une extrême cruauté, dont la capacité de destruction est incalculable et décime bien des vies innocentes. Si nous continuions à combattre, cela entraînerait non seulement l'effondrement et l'anéantissement de la nation japonaise, mais encore l'extinction complète de la civilisation humaine.
Cela étant, comment pouvons-nous sauver les multitudes de nos sujets ? Comment expier nous-mêmes devant les esprits de nos ancêtres impériaux ? C'est la raison pour laquelle nous avons donné l'ordre d'accepter les termes de la Déclaration commune des Puissances.
Les maux et les douleurs auxquels notre nation sera soumise à l'avenir vont certainement être immenses. Nous sommes pleinement conscients des sentiments les plus profonds de vous tous, nos sujets.
Cependant, c'est en conformité avec les décrets du temps et du sort que nous avons résolu d'ouvrir la voie à une ère de paix grandiose pour toutes les générations à venir en endurant ce qui ne saurait être enduré et en supportant l'insupportable. »

La faible qualité de l'enregistrement, combinée avec le japonais classique employé par l'empereur dans le rescrit, rend l'enregistrement très difficile à comprendre pour la plupart des auditeurs,. Ce discours signifie la fin de l'idéologie ultranationaliste du Japon impérial et marque un tournant majeur dans l'histoire du Japon.
Les réactions du public au discours de l'empereur varient : beaucoup de Japonais écoutent tout simplement puis retournent à leur vie quotidienne, alors que certains officiers de l'armée choisissent le suicide plutôt que la reddition. Sur une base militaire, au nord de Nagasaki, des officiers, furieux à la perspective de la capitulation, extraient seize aviateurs américains de la prison de la base et les tuent à coups de sabres. Une grande foule rassemblée devant le palais impérial à Tokyo pleure et ses cris sont parfois interrompus par le bruit des coups de feu d'officiers qui se suicident.
Le 17 août, Suzuki est remplacé comme Premier ministre par l'oncle de l'empereur, le prince Higashikuni, peut-être pour prévenir toute nouvelle tentative de coup d'État ou assassinat. Mamoru Shigemitsu remplace Tōgō comme ministre des Affaires étrangères.
Les forces japonaises se battent toujours contre les Soviétiques ainsi que les Chinois et la gestion de leur cessez-le-feu et de leur reddition est difficile. Le dernier combat aérien mené par des chasseurs japonais contre des bombardiers B-32 Dominator de reconnaissance américains a lieu le 18 août. L'Union soviétique continue à se battre jusqu'au début septembre et s'empare des îles Kouriles.

### Début de l'occupation et cérémonie de la capitulation

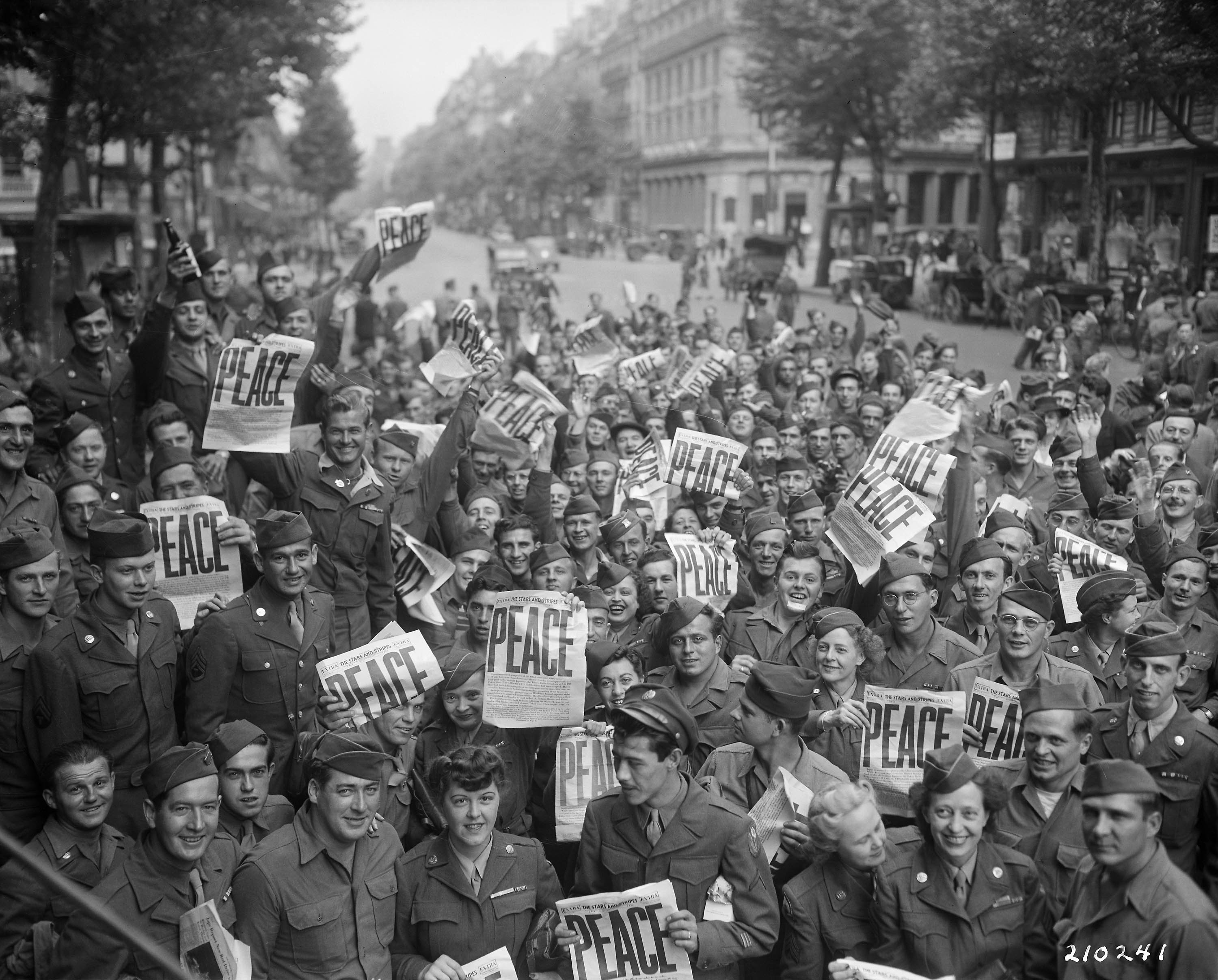
Les militaires alliés célèbrent la capitulation du Japon à Paris.

Les civils et militaires alliés se réjouissent ensemble à la nouvelle de la fin de la guerre. Une photographie, V–J day in Times Square, d'un marin américain embrassant une femme à New York et un film d'actualités du Dancing Man à Sydney incarnent les célébrations immédiates. Les 14 et 15 août sont célébrés comme jour de la victoire sur le Japon dans de nombreux pays alliés.
L'Union soviétique, qui a l'intention d'occuper Hokkaidō, voit ses plans contrariés par l'opposition du président Truman, contrairement aux occupations soviétiques de l'Allemagne de l'Est et de la Corée du Nord.
Des officiels japonais s'envolent pour Manille le 19 août pour rencontrer Douglas MacArthur, le commandant suprême des forces alliées et y être informés de ses plans d'occupation. Le 28 août, 150 membres des forces américaines volent vers Atsugi, préfecture de Kanagawa et l'occupation du Japon commence. Ils sont suivis par l'USS Missouri, dont les navires d'accompagnement débarquent le 4e régiment de Marines sur la côte sud de Kanagawa.
D'autres membres des forces alliées les suivent.
MacArthur arrive à Tokyo le 30 août et décrète immédiatement plusieurs lois : aucun personnel allié ne doit commettre de voies de fait sur des Japonais. Aucun membre du personnel allié ne doit manger la nourriture devenue rare des Japonais. La possibilité de faire flotter le Hinomaru ou drapeau du « Soleil levant » est sévèrement limitée.

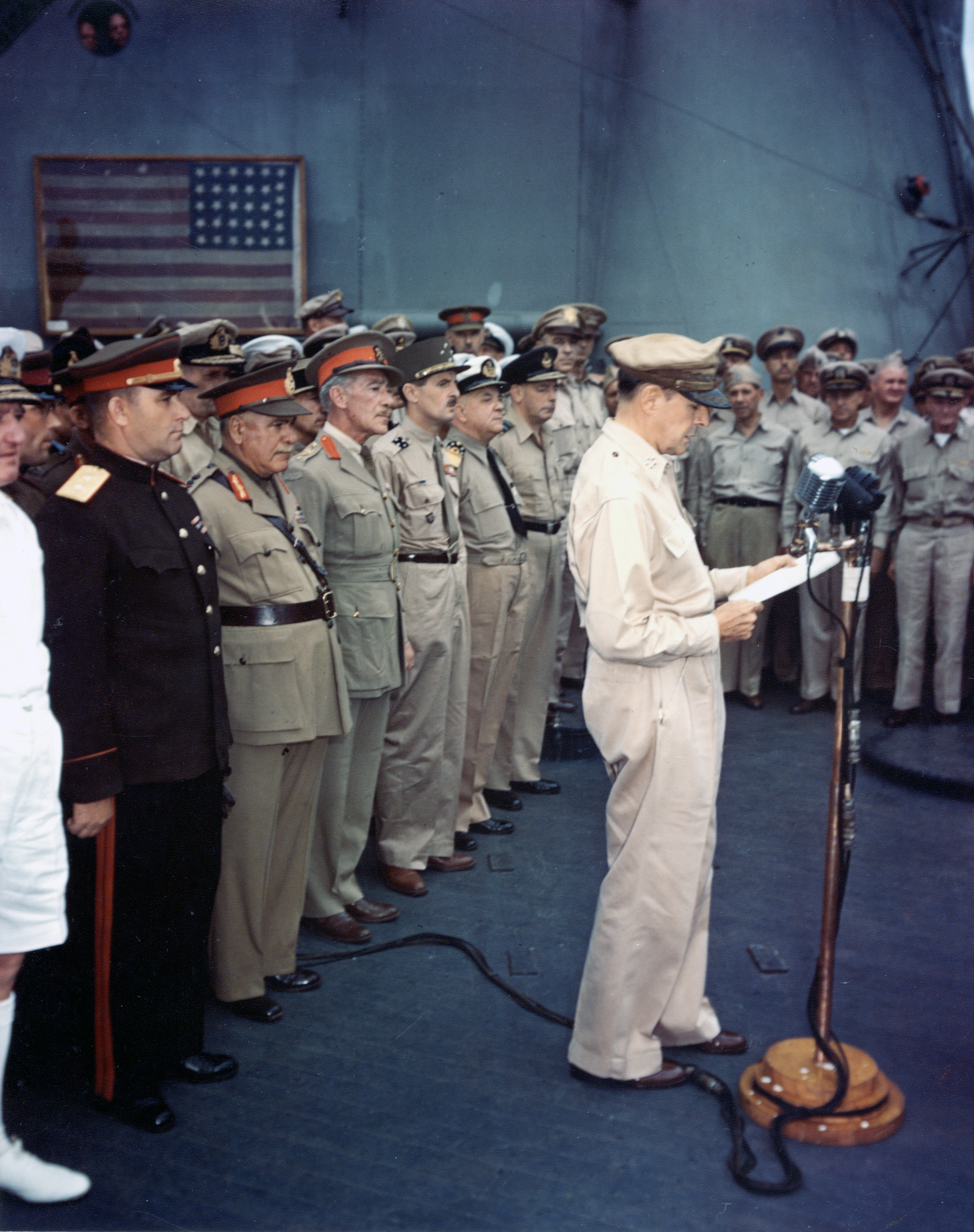
MacArthur lors de la cérémonie de capitulation. Le pavillon de Perry est visible à l'arrière-plan.

La capitulation formelle a lieu le 2 septembre 1945 lorsque des représentants de l'empire du Japon signent les actes de capitulation dans la baie de Tokyo à bord de l'USS Missouri,. Shigemitsu signe pour le gouvernement civil, tandis que le général Umezu signe pour les militaires.
Sur le Missouri ce jour-là se trouve le drapeau américain qu'arborait en 1853 le USS Powhatan (1850) du commodore Perry lors de la première de ses deux expéditions au Japon. Ces expéditions sont à l'origine de la convention de Kanagawa qui a contraint les Japonais à ouvrir leur pays au commerce américain,.
Une flotte nombreuse se trouve dans la baie de Tokyo lors de la cérémonie, la grande majorité étant de l’US Navy, accompagné la British Pacific Fleet et de navires australiens et néo-zélandais, soit un total de 10 cuirassés, 2 porte-avions légers, 3 porte-avions d'escorte, 5 croiseurs lourds, 10 croiseurs légers, 48 destroyers, 9 destroyer d'escorte, 2 frégates, 12 sous-marins accompagnée de dizaines de navires de guerre des mines, de transport et de servitude.
Après la capitulation formelle du 2 septembre à bord du Missouri, les enquêtes relatives aux crimes de guerre du Japon commencent rapidement. Les dirigeants japonais n'avaient encore aucune certitude quant au sort réservé au système impérial, vivement critiqué par une partie de l'opinion et à l'étranger, et ne savaient pas si l'empereur serait personnellement jugé. Lors d'une rencontre avec le général MacArthur le 27 septembre, l'empereur Hirohito propose d'endosser la responsabilité des crimes de guerre, mais son offre est rejetée. Il ne sera jamais jugé. MacArthur avait en effet décidé de s'appuyer sur l'institution impériale pour faciliter l'occupation américaine et la réformation du pays. Les procédures judiciaires pour le tribunal militaire international pour l'Extrême-Orient sont publiées le 19 janvier 1946.
En plus des 14 et 15 août, le 2 septembre 1945 est également reconnu comme V-J Day. Au Japon, le 15 août est souvent appelé « Shūsen-kinenbi » (終戦記念日), qui signifie littéralement « Jour du souvenir pour la fin de la guerre », mais le nom officiel pour la journée (qui n'est pas une fête nationale) est « Senbotsusha o tsuitō shi heiwa o kinen suru hi » (戦没者を追悼し平和を祈念する日), « Jour pour le deuil des morts à la guerre et la prière pour la paix »). En Corée, le V-J est commémoré le 15 août sous le nom de « Gwangbokjeol » (광복절, littéralement « Restauration de la Lumière Jour ») au Sud et « Joguk Haebang Ginyeomil » (조국 해방 기념일, traduit à peu près par « Jour de la Libération de la Patrie ») au Nord ; en Australie c'est le « Jour de la victoire dans le Pacifique », ou « V-P Day ».
Le 2 septembre, le président Truman déclare le V-J Day mais note que « ce n'est pas encore le jour de la proclamation officielle de la fin de la guerre ni de la cessation des hostilités ».
Peu de temps après la cérémonie de capitulation, le gouvernement américain approuve sa politique post-reddition (en), qui devient le document de référence pour la politique d'occupation.

## Autres redditions et poursuite de la résistance armée japonaise
Après la signature des actes de capitulation du Japon, de nombreuses autres cérémonies de reddition ont lieu dans l'ensemble des possessions restantes du Japon dans le Pacifique. Les forces japonaises en Asie du Sud-Est capitulent le 12 septembre 1945 à Singapour. Le jour de la Rétrocession (25 octobre) marque le début de l'administration chinoise de Taïwan. Ce n'est qu'en 1947 que tous les prisonniers détenus par l'Amérique et la Grande-Bretagne sont rapatriés. En avril 1949, la Chine détient encore plus de 60 000 prisonniers japonais. Quelques-uns, tel Shozo Tominaga, ne sont pas rapatriés avant la fin des années 1950.
Les exigences logistiques de la capitulation sont considérables. Après la reddition du Japon, plus de 5 400 000 soldats et 1 800 000 marins sont faits prisonniers par les Alliés,. Les dommages causés à l'infrastructure du Japon, associés à une grave famine en 1946, compliquent encore les efforts des Alliés pour nourrir les prisonniers de guerre et les civils,.
La guerre entre les États-Unis et le Japon est officiellement terminée lorsque le traité de San Francisco prend effet le 28 avril 1952. Le Japon et l'Union soviétique font officiellement la paix quatre ans plus tard lorsqu'ils signent la déclaration commune soviéto-japonaise de 1956.
Quelques trainards, en particulier sur les petites îles du Pacifique, refusent totalement de se rendre (croyant que la déclaration est de la propagande ou considérant la capitulation comme contraire à leur code). Certains n'en ont peut-être jamais entendu parler. Teruo Nakamura, le dernier résistant connu, sort de sa retraite cachée en Indonésie en décembre 1974, tandis que deux autres soldats japonais, qui ont rejoint la guérilla communiste à la fin de la guerre, poursuivent la lutte dans le sud de la Thaïlande jusqu'en 1991.

## Galerie

Cérémonies de capitulation dans tout le Pacifique
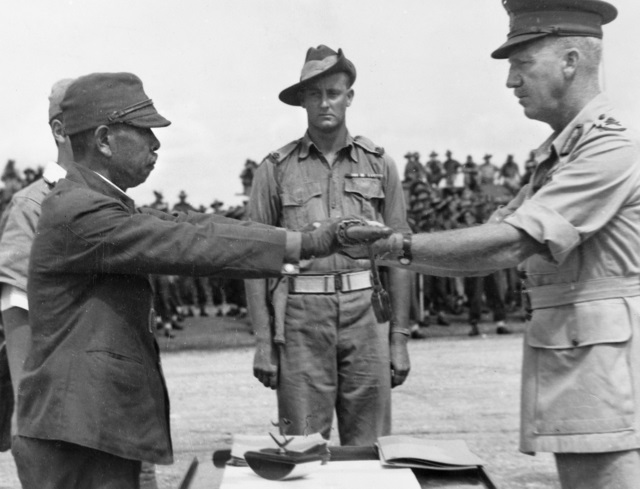
Hatazō Adachi, commandant de la 18e armée japonaise en Nouvelle-Guinée, présente son épée à Horace Robertson, commandant de la 6e division australienne.
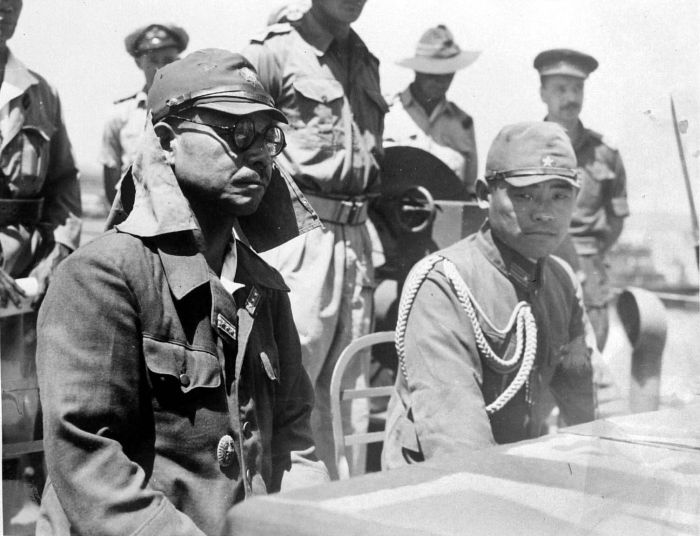
Kaida Tatsuichi, commandant du 4e régiment de chars japonais et son chef de cabinet Shoji Minoru écoutent les termes de la reddition à bord du HMAS Moresby à Timor.
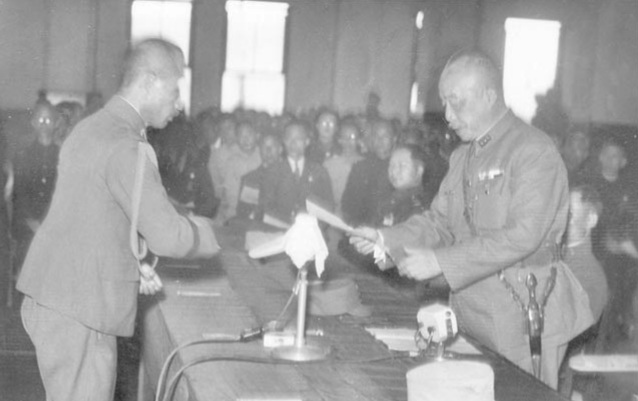
Le général Chen Yi de Chine accepte la reddition de Rikichi Andō, le gouverneur-général de Taïwan.
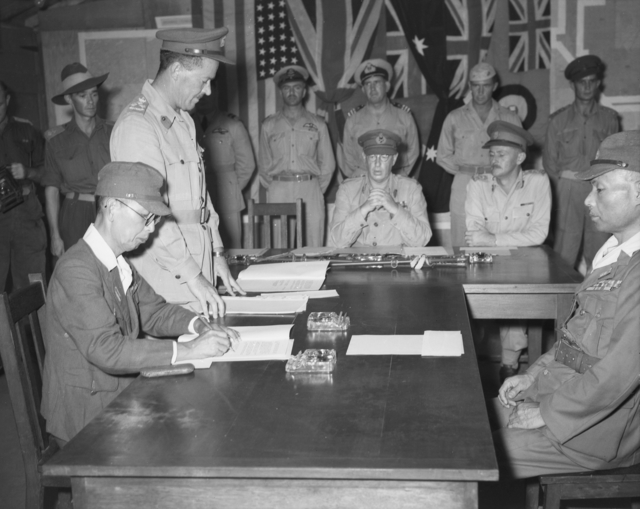
Masatane Kanda signe l'acte de reddition des forces japonaises sur l'île de Bougainville, Papouasie-Nouvelle-Guinée.
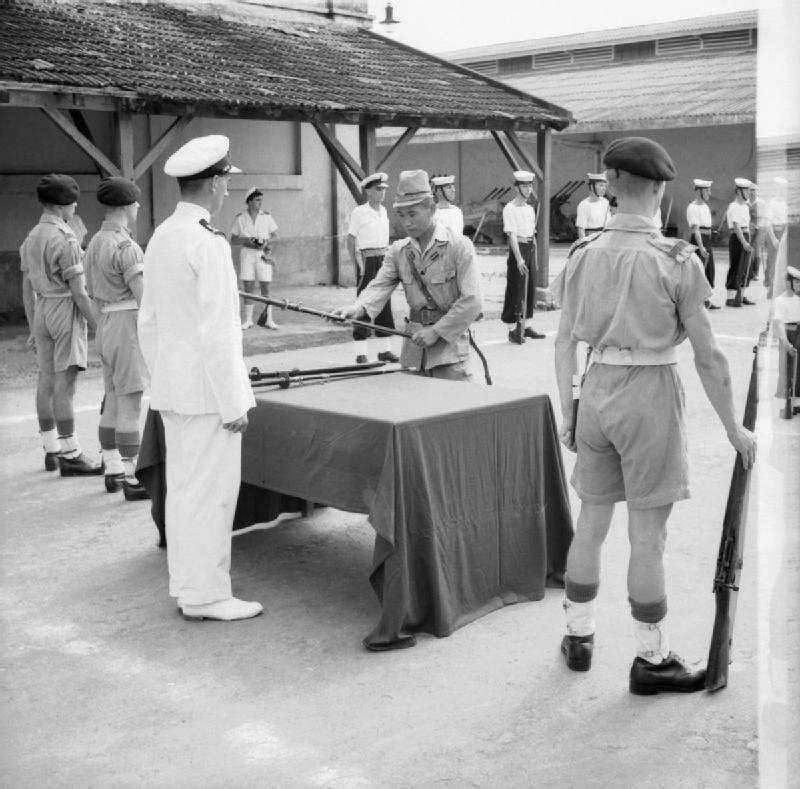
Un officier japonais remet son épée à un lieutenant britannique lors d'une cérémonie à Saïgon.